# Llista d'asteroides (106001-107000)
Llista d'asteroides del 106.001 al 107.000, amb data de descoberta i descobridor. És un fragment de la llista d'asteroides completa. Als asteroides se'ls dona un número quan es confirma la seva òrbita, per tant apareixen llistats aproximadament segons la data de descobriment.
Contingut: 106001... 106101... 106201... 106301... 106401... 106501... 106601... 106701... 106801... 106901... 

| Nom               | Designació provisional | Data de descobriment | Lloc de descobriment | Descobridor/s                        |
| 106001–106100     | 106001–106100          | 106001–106100        | 106001–106100        | 106001–106100                        |
| ----------------- | ---------------------- | -------------------- | -------------------- | ------------------------------------ |
| 106001 -          | 2000 SR283             | 23 de setembre, 2000 | Socorro              | LINEAR                               |
| 106002 -          | 2000 SE284             | 23 de setembre, 2000 | Socorro              | LINEAR                               |
| 106003 -          | 2000 SQ284             | 23 de setembre, 2000 | Socorro              | LINEAR                               |
| 106004 -          | 2000 SN285             | 23 de setembre, 2000 | Socorro              | LINEAR                               |
| 106005 -          | 2000 SO285             | 23 de setembre, 2000 | Socorro              | LINEAR                               |
| 106006 -          | 2000 SY285             | 24 de setembre, 2000 | Socorro              | LINEAR                               |
| 106007 -          | 2000 SX287             | 26 de setembre, 2000 | Socorro              | LINEAR                               |
| 106008 -          | 2000 SY288             | 27 de setembre, 2000 | Socorro              | LINEAR                               |
| 106009 -          | 2000 SG290             | 27 de setembre, 2000 | Socorro              | LINEAR                               |
| 106010 -          | 2000 SR290             | 27 de setembre, 2000 | Socorro              | LINEAR                               |
| 106011 -          | 2000 SU291             | 27 de setembre, 2000 | Socorro              | LINEAR                               |
| 106012 -          | 2000 SF292             | 27 de setembre, 2000 | Socorro              | LINEAR                               |
| 106013 -          | 2000 SQ292             | 27 de setembre, 2000 | Socorro              | LINEAR                               |
| 106014 -          | 2000 SZ292             | 27 de setembre, 2000 | Socorro              | LINEAR                               |
| 106015 -          | 2000 SK293             | 27 de setembre, 2000 | Socorro              | LINEAR                               |
| 106016 -          | 2000 SS293             | 27 de setembre, 2000 | Socorro              | LINEAR                               |
| 106017 -          | 2000 SH294             | 27 de setembre, 2000 | Socorro              | LINEAR                               |
| 106018 -          | 2000 SK294             | 27 de setembre, 2000 | Socorro              | LINEAR                               |
| 106019 -          | 2000 SN294             | 27 de setembre, 2000 | Socorro              | LINEAR                               |
| 106020 -          | 2000 SS294             | 27 de setembre, 2000 | Socorro              | LINEAR                               |
| 106021 -          | 2000 SX294             | 27 de setembre, 2000 | Socorro              | LINEAR                               |
| 106022 -          | 2000 SK296             | 28 de setembre, 2000 | Socorro              | LINEAR                               |
| 106023 -          | 2000 SN296             | 28 de setembre, 2000 | Socorro              | LINEAR                               |
| 106024 -          | 2000 SC297             | 28 de setembre, 2000 | Socorro              | LINEAR                               |
| 106025 -          | 2000 SG297             | 28 de setembre, 2000 | Socorro              | LINEAR                               |
| 106026 -          | 2000 ST297             | 28 de setembre, 2000 | Socorro              | LINEAR                               |
| 106027 -          | 2000 SV298             | 28 de setembre, 2000 | Socorro              | LINEAR                               |
| 106028 -          | 2000 SB299             | 28 de setembre, 2000 | Socorro              | LINEAR                               |
| 106029 -          | 2000 SN299             | 28 de setembre, 2000 | Socorro              | LINEAR                               |
| 106030 -          | 2000 SB300             | 28 de setembre, 2000 | Socorro              | LINEAR                               |
| 106031 -          | 2000 SL300             | 28 de setembre, 2000 | Socorro              | LINEAR                               |
| 106032 -          | 2000 SO302             | 28 de setembre, 2000 | Socorro              | LINEAR                               |
| 106033 -          | 2000 SJ303             | 28 de setembre, 2000 | Socorro              | LINEAR                               |
| 106034 -          | 2000 SK303             | 28 de setembre, 2000 | Socorro              | LINEAR                               |
| 106035 -          | 2000 SU303             | 28 de setembre, 2000 | Socorro              | LINEAR                               |
| 106036 -          | 2000 SE304             | 30 de setembre, 2000 | Socorro              | LINEAR                               |
| 106037 -          | 2000 SU304             | 30 de setembre, 2000 | Socorro              | LINEAR                               |
| 106038 -          | 2000 SG305             | 30 de setembre, 2000 | Socorro              | LINEAR                               |
| 106039 -          | 2000 SH305             | 30 de setembre, 2000 | Socorro              | LINEAR                               |
| 106040 -          | 2000 SR305             | 30 de setembre, 2000 | Socorro              | LINEAR                               |
| 106041 -          | 2000 SU305             | 30 de setembre, 2000 | Socorro              | LINEAR                               |
| 106042 -          | 2000 SK306             | 30 de setembre, 2000 | Socorro              | LINEAR                               |
| 106043 -          | 2000 SA307             | 30 de setembre, 2000 | Socorro              | LINEAR                               |
| 106044 -          | 2000 SB307             | 30 de setembre, 2000 | Socorro              | LINEAR                               |
| 106045 -          | 2000 SD307             | 30 de setembre, 2000 | Socorro              | LINEAR                               |
| 106046 -          | 2000 SF307             | 30 de setembre, 2000 | Socorro              | LINEAR                               |
| 106047 -          | 2000 SG307             | 30 de setembre, 2000 | Socorro              | LINEAR                               |
| 106048 -          | 2000 SW307             | 30 de setembre, 2000 | Socorro              | LINEAR                               |
| 106049 -          | 2000 SX307             | 30 de setembre, 2000 | Socorro              | LINEAR                               |
| 106050 -          | 2000 SP308             | 30 de setembre, 2000 | Socorro              | LINEAR                               |
| 106051 -          | 2000 SJ312             | 27 de setembre, 2000 | Socorro              | LINEAR                               |
| 106052 -          | 2000 ST312             | 27 de setembre, 2000 | Socorro              | LINEAR                               |
| 106053 -          | 2000 SJ313             | 27 de setembre, 2000 | Socorro              | LINEAR                               |
| 106054 -          | 2000 SN313             | 27 de setembre, 2000 | Socorro              | LINEAR                               |
| 106055 -          | 2000 SP313             | 27 de setembre, 2000 | Socorro              | LINEAR                               |
| 106056 -          | 2000 SF315             | 28 de setembre, 2000 | Socorro              | LINEAR                               |
| 106057 -          | 2000 SZ315             | 30 de setembre, 2000 | Socorro              | LINEAR                               |
| 106058 -          | 2000 SE316             | 30 de setembre, 2000 | Socorro              | LINEAR                               |
| 106059 -          | 2000 SK316             | 30 de setembre, 2000 | Socorro              | LINEAR                               |
| 106060 -          | 2000 SS316             | 30 de setembre, 2000 | Socorro              | LINEAR                               |
| 106061 -          | 2000 SU317             | 30 de setembre, 2000 | Socorro              | LINEAR                               |
| 106062 -          | 2000 ST318             | 26 de setembre, 2000 | Socorro              | LINEAR                               |
| 106063 -          | 2000 SR319             | 26 de setembre, 2000 | Socorro              | LINEAR                               |
| 106064 -          | 2000 SA323             | 28 de setembre, 2000 | Socorro              | LINEAR                               |
| 106065 -          | 2000 ST324             | 28 de setembre, 2000 | Kitt Peak            | Spacewatch                           |
| 106066 -          | 2000 SZ324             | 28 de setembre, 2000 | Kitt Peak            | Spacewatch                           |
| 106067 -          | 2000 SC328             | 30 de setembre, 2000 | Socorro              | LINEAR                               |
| 106068 -          | 2000 SC329             | 27 de setembre, 2000 | Kitt Peak            | Spacewatch                           |
| 106069 -          | 2000 SJ330             | 27 de setembre, 2000 | Socorro              | LINEAR                               |
| 106070 -          | 2000 SK333             | 26 de setembre, 2000 | Haleakala            | NEAT                                 |
| 106071 -          | 2000 SS335             | 26 de setembre, 2000 | Haleakala            | NEAT                                 |
| 106072 -          | 2000 SU335             | 26 de setembre, 2000 | Haleakala            | NEAT                                 |
| 106073 -          | 2000 SP338             | 25 de setembre, 2000 | Haleakala            | NEAT                                 |
| 106074 -          | 2000 SO339             | 25 de setembre, 2000 | Haleakala            | NEAT                                 |
| 106075 -          | 2000 SX339             | 25 de setembre, 2000 | Kitt Peak            | Spacewatch                           |
| 106076 -          | 2000 SB345             | 20 de setembre, 2000 | Haleakala            | NEAT                                 |
| 106077 -          | 2000 SB347             | 26 de setembre, 2000 | Haleakala            | NEAT                                 |
| 106078 -          | 2000 SK347             | 25 de setembre, 2000 | Socorro              | LINEAR                               |
| 106079 -          | 2000 SF348             | 20 de setembre, 2000 | Socorro              | LINEAR                               |
| 106080 -          | 2000 SN348             | 20 de setembre, 2000 | Socorro              | LINEAR                               |
| 106081 -          | 2000 SU348             | 30 de setembre, 2000 | Anderson Mesa        | LONEOS                               |
| 106082 -          | 2000 SP350             | 29 de setembre, 2000 | Anderson Mesa        | LONEOS                               |
| 106083 -          | 2000 SR352             | 30 de setembre, 2000 | Anderson Mesa        | LONEOS                               |
| 106084 -          | 2000 SA355             | 29 de setembre, 2000 | Anderson Mesa        | LONEOS                               |
| 106085 -          | 2000 SO355             | 29 de setembre, 2000 | Anderson Mesa        | LONEOS                               |
| 106086 -          | 2000 SE356             | 29 de setembre, 2000 | Anderson Mesa        | LONEOS                               |
| 106087 -          | 2000 SY357             | 28 de setembre, 2000 | Anderson Mesa        | LONEOS                               |
| 106088 -          | 2000 SB359             | 26 de setembre, 2000 | Anderson Mesa        | LONEOS                               |
| 106089 -          | 2000 SJ359             | 26 de setembre, 2000 | Anderson Mesa        | LONEOS                               |
| 106090 -          | 2000 SY359             | 26 de setembre, 2000 | Anderson Mesa        | LONEOS                               |
| 106091 -          | 2000 SZ361             | 23 de setembre, 2000 | Anderson Mesa        | LONEOS                               |
| 106092 -          | 2000 SK362             | 24 de setembre, 2000 | Anderson Mesa        | LONEOS                               |
| 106093 -          | 2000 SD366             | 23 de setembre, 2000 | Anderson Mesa        | LONEOS                               |
| 106094 -          | 2000 SA368             | 24 de setembre, 2000 | Socorro              | LINEAR                               |
| 106095 -          | 2000 SP369             | 25 de setembre, 2000 | Anderson Mesa        | LONEOS                               |
| 106096 -          | 2000 TQ                | 2 d'octubre, 2000    | Emerald Lane         | L. Ball                              |
| 106097 -          | 2000 TC2               | 4 d'octubre, 2000    | Desert Beaver        | W. K. Y. Yeung                       |
| 106098 -          | 2000 TC5               | 1 d'octubre, 2000    | Socorro              | LINEAR                               |
| 106099 -          | 2000 TF7               | 1 d'octubre, 2000    | Socorro              | LINEAR                               |
| 106100 -          | 2000 TX9               | 1 d'octubre, 2000    | Socorro              | LINEAR                               |
| 106101–106200     |                        |                      |                      |                                      |
| 106101 -          | 2000 TT12              | 1 d'octubre, 2000    | Socorro              | LINEAR                               |
| 106102 -          | 2000 TE13              | 1 d'octubre, 2000    | Socorro              | LINEAR                               |
| 106103 -          | 2000 TM13              | 1 d'octubre, 2000    | Socorro              | LINEAR                               |
| 106104 -          | 2000 TZ15              | 1 d'octubre, 2000    | Socorro              | LINEAR                               |
| 106105 -          | 2000 TW16              | 1 d'octubre, 2000    | Socorro              | LINEAR                               |
| 106106 -          | 2000 TG18              | 1 d'octubre, 2000    | Socorro              | LINEAR                               |
| 106107 -          | 2000 TC19              | 1 d'octubre, 2000    | Socorro              | LINEAR                               |
| 106108 -          | 2000 TF19              | 1 d'octubre, 2000    | Socorro              | LINEAR                               |
| 106109 -          | 2000 TV21              | 1 d'octubre, 2000    | Socorro              | LINEAR                               |
| 106110 -          | 2000 TW21              | 1 d'octubre, 2000    | Socorro              | LINEAR                               |
| 106111 -          | 2000 TS22              | 4 d'octubre, 2000    | Socorro              | LINEAR                               |
| 106112 -          | 2000 TT23              | 1 d'octubre, 2000    | Socorro              | LINEAR                               |
| 106113 -          | 2000 TF25              | 2 d'octubre, 2000    | Socorro              | LINEAR                               |
| 106114 -          | 2000 TC27              | 2 d'octubre, 2000    | Socorro              | LINEAR                               |
| 106115 -          | 2000 TU27              | 3 d'octubre, 2000    | Socorro              | LINEAR                               |
| 106116 -          | 2000 TP28              | 4 d'octubre, 2000    | Socorro              | LINEAR                               |
| 106117 -          | 2000 TH29              | 3 d'octubre, 2000    | Socorro              | LINEAR                               |
| 106118 -          | 2000 TT32              | 1 d'octubre, 2000    | Socorro              | LINEAR                               |
| 106119 -          | 2000 TZ32              | 4 d'octubre, 2000    | Socorro              | LINEAR                               |
| 106120 -          | 2000 TM33              | 4 d'octubre, 2000    | Socorro              | LINEAR                               |
| 106121 -          | 2000 TP33              | 4 d'octubre, 2000    | Socorro              | LINEAR                               |
| 106122 -          | 2000 TE34              | 7 d'octubre, 2000    | Desert Beaver        | W. K. Y. Yeung                       |
| 106123 -          | 2000 TK35              | 6 d'octubre, 2000    | Anderson Mesa        | LONEOS                               |
| 106124 -          | 2000 TL35              | 6 d'octubre, 2000    | Anderson Mesa        | LONEOS                               |
| 106125 -          | 2000 TS35              | 6 d'octubre, 2000    | Anderson Mesa        | LONEOS                               |
| 106126 -          | 2000 TH36              | 6 d'octubre, 2000    | Anderson Mesa        | LONEOS                               |
| 106127 -          | 2000 TM36              | 6 d'octubre, 2000    | Anderson Mesa        | LONEOS                               |
| 106128 -          | 2000 TR37              | 1 d'octubre, 2000    | Socorro              | LINEAR                               |
| 106129 -          | 2000 TM38              | 1 d'octubre, 2000    | Socorro              | LINEAR                               |
| 106130 -          | 2000 TC39              | 1 d'octubre, 2000    | Socorro              | LINEAR                               |
| 106131 -          | 2000 TO39              | 1 d'octubre, 2000    | Socorro              | LINEAR                               |
| 106132 -          | 2000 TT40              | 1 d'octubre, 2000    | Socorro              | LINEAR                               |
| 106133 -          | 2000 TA41              | 1 d'octubre, 2000    | Socorro              | LINEAR                               |
| 106134 -          | 2000 TZ41              | 1 d'octubre, 2000    | Socorro              | LINEAR                               |
| 106135 -          | 2000 TE42              | 1 d'octubre, 2000    | Socorro              | LINEAR                               |
| 106136 -          | 2000 TH42              | 1 d'octubre, 2000    | Socorro              | LINEAR                               |
| 106137 -          | 2000 TC43              | 1 d'octubre, 2000    | Socorro              | LINEAR                               |
| 106138 -          | 2000 TO43              | 1 d'octubre, 2000    | Socorro              | LINEAR                               |
| 106139 -          | 2000 TQ43              | 1 d'octubre, 2000    | Socorro              | LINEAR                               |
| 106140 -          | 2000 TP44              | 1 d'octubre, 2000    | Socorro              | LINEAR                               |
| 106141 -          | 2000 TQ44              | 1 d'octubre, 2000    | Socorro              | LINEAR                               |
| 106142 -          | 2000 TT44              | 1 d'octubre, 2000    | Socorro              | LINEAR                               |
| 106143 -          | 2000 TU44              | 1 d'octubre, 2000    | Socorro              | LINEAR                               |
| 106144 -          | 2000 TL46              | 1 d'octubre, 2000    | Anderson Mesa        | LONEOS                               |
| 106145 -          | 2000 TQ49              | 1 d'octubre, 2000    | Socorro              | LINEAR                               |
| 106146 -          | 2000 TU50              | 1 d'octubre, 2000    | Socorro              | LINEAR                               |
| 106147 -          | 2000 TB51              | 1 d'octubre, 2000    | Socorro              | LINEAR                               |
| 106148 -          | 2000 TH51              | 1 d'octubre, 2000    | Socorro              | LINEAR                               |
| 106149 -          | 2000 TN51              | 1 d'octubre, 2000    | Socorro              | LINEAR                               |
| 106150 -          | 2000 TF54              | 1 d'octubre, 2000    | Socorro              | LINEAR                               |
| 106151 -          | 2000 TR56              | 2 d'octubre, 2000    | Socorro              | LINEAR                               |
| 106152 -          | 2000 TZ56              | 2 d'octubre, 2000    | Anderson Mesa        | LONEOS                               |
| 106153 -          | 2000 TM57              | 2 d'octubre, 2000    | Anderson Mesa        | LONEOS                               |
| 106154 -          | 2000 TV58              | 2 d'octubre, 2000    | Anderson Mesa        | LONEOS                               |
| 106155 -          | 2000 TB59              | 2 d'octubre, 2000    | Anderson Mesa        | LONEOS                               |
| 106156 -          | 2000 TU59              | 2 d'octubre, 2000    | Anderson Mesa        | LONEOS                               |
| 106157 -          | 2000 TJ60              | 2 d'octubre, 2000    | Anderson Mesa        | LONEOS                               |
| 106158 -          | 2000 TT60              | 2 d'octubre, 2000    | Anderson Mesa        | LONEOS                               |
| 106159 -          | 2000 TU60              | 2 d'octubre, 2000    | Anderson Mesa        | LONEOS                               |
| 106160 -          | 2000 TG61              | 2 d'octubre, 2000    | Anderson Mesa        | LONEOS                               |
| 106161 -          | 2000 TQ62              | 2 d'octubre, 2000    | Socorro              | LINEAR                               |
| 106162 -          | 2000 TR62              | 2 d'octubre, 2000    | Socorro              | LINEAR                               |
| 106163 -          | 2000 TT64              | 1 d'octubre, 2000    | Anderson Mesa        | LONEOS                               |
| 106164 -          | 2000 TA65              | 1 d'octubre, 2000    | Socorro              | LINEAR                               |
| 106165 -          | 2000 TC65              | 1 d'octubre, 2000    | Socorro              | LINEAR                               |
| 106166 -          | 2000 TN66              | 1 d'octubre, 2000    | Socorro              | LINEAR                               |
| 106167 -          | 2000 TS66              | 1 d'octubre, 2000    | Kitt Peak            | Spacewatch                           |
| 106168 -          | 2000 TE67              | 2 d'octubre, 2000    | Socorro              | LINEAR                               |
| 106169 -          | 2000 TP67              | 2 d'octubre, 2000    | Socorro              | LINEAR                               |
| 106170 -          | 2000 TF68              | 6 d'octubre, 2000    | Anderson Mesa        | LONEOS                               |
| 106171 -          | 2000 TT70              | 5 d'octubre, 2000    | Socorro              | LINEAR                               |
| 106172 -          | 2000 UF                | 19 d'octubre, 2000   | Ondřejov             | L. Šarounová                         |
| 106173 -          | 2000 UX2               | 22 d'octubre, 2000   | Bergisch Gladbach    | W. Bickel                            |
| 106174 -          | 2000 UX3               | 24 d'octubre, 2000   | Socorro              | LINEAR                               |
| 106175 -          | 2000 UL5               | 24 d'octubre, 2000   | Socorro              | LINEAR                               |
| 106176 -          | 2000 UQ5               | 24 d'octubre, 2000   | Socorro              | LINEAR                               |
| 106177 -          | 2000 UZ5               | 24 d'octubre, 2000   | Socorro              | LINEAR                               |
| 106178 -          | 2000 UA6               | 25 d'octubre, 2000   | Socorro              | LINEAR                               |
| 106179 -          | 2000 UD6               | 24 d'octubre, 2000   | Socorro              | LINEAR                               |
| 106180 -          | 2000 UL6               | 24 d'octubre, 2000   | Socorro              | LINEAR                               |
| 106181 -          | 2000 UY6               | 24 d'octubre, 2000   | Socorro              | LINEAR                               |
| 106182 -          | 2000 UF7               | 24 d'octubre, 2000   | Socorro              | LINEAR                               |
| 106183 -          | 2000 US8               | 24 d'octubre, 2000   | Socorro              | LINEAR                               |
| 106184 -          | 2000 UG9               | 24 d'octubre, 2000   | Socorro              | LINEAR                               |
| 106185 -          | 2000 UP9               | 24 d'octubre, 2000   | Socorro              | LINEAR                               |
| 106186 -          | 2000 US9               | 24 d'octubre, 2000   | Socorro              | LINEAR                               |
| 106187 -          | 2000 UY9               | 24 d'octubre, 2000   | Socorro              | LINEAR                               |
| 106188 -          | 2000 UZ10              | 25 d'octubre, 2000   | Socorro              | LINEAR                               |
| 106189 -          | 2000 UM11              | 26 d'octubre, 2000   | Fountain Hills       | C. W. Juels                          |
| 106190 -          | 2000 UH12              | 24 d'octubre, 2000   | Socorro              | LINEAR                               |
| 106191 -          | 2000 UL12              | 24 d'octubre, 2000   | Socorro              | LINEAR                               |
| 106192 -          | 2000 UP12              | 25 d'octubre, 2000   | Socorro              | LINEAR                               |
| 106193 -          | 2000 UU14              | 25 d'octubre, 2000   | Socorro              | LINEAR                               |
| 106194 -          | 2000 UF15              | 25 d'octubre, 2000   | Socorro              | LINEAR                               |
| 106195 -          | 2000 UM15              | 29 d'octubre, 2000   | Ondřejov             | P. Kušnirák                          |
| 106196 -          | 2000 UF16              | 29 d'octubre, 2000   | Socorro              | LINEAR                               |
| 106197 -          | 2000 UO17              | 24 d'octubre, 2000   | Socorro              | LINEAR                               |
| 106198 -          | 2000 UQ18              | 25 d'octubre, 2000   | Socorro              | LINEAR                               |
| 106199 -          | 2000 UR18              | 25 d'octubre, 2000   | Socorro              | LINEAR                               |
| 106200 -          | 2000 UA19              | 27 d'octubre, 2000   | Socorro              | LINEAR                               |
| 106201–106300     |                        |                      |                      |                                      |
| 106201 -          | 2000 UR21              | 24 d'octubre, 2000   | Socorro              | LINEAR                               |
| 106202 -          | 2000 UE22              | 24 d'octubre, 2000   | Socorro              | LINEAR                               |
| 106203 -          | 2000 UB23              | 24 d'octubre, 2000   | Socorro              | LINEAR                               |
| 106204 -          | 2000 UP27              | 24 d'octubre, 2000   | Socorro              | LINEAR                               |
| 106205 -          | 2000 UY28              | 29 d'octubre, 2000   | Kitt Peak            | Spacewatch                           |
| 106206 -          | 2000 UR29              | 24 d'octubre, 2000   | Socorro              | LINEAR                               |
| 106207 -          | 2000 UU29              | 25 d'octubre, 2000   | Socorro              | LINEAR                               |
| 106208 -          | 2000 UW30              | 26 d'octubre, 2000   | Xinglong             | Beijing Schmidt CCD Asteroid Program |
| 106209 -          | 2000 UQ31              | 29 d'octubre, 2000   | Kitt Peak            | Spacewatch                           |
| 106210 -          | 2000 UA32              | 29 d'octubre, 2000   | Kitt Peak            | Spacewatch                           |
| 106211 -          | 2000 UR32              | 29 d'octubre, 2000   | Kitt Peak            | Spacewatch                           |
| 106212 -          | 2000 UJ33              | 29 d'octubre, 2000   | Kitt Peak            | Spacewatch                           |
| 106213 -          | 2000 UU33              | 24 d'octubre, 2000   | Socorro              | LINEAR                               |
| 106214 -          | 2000 UZ34              | 24 d'octubre, 2000   | Socorro              | LINEAR                               |
| 106215 -          | 2000 UD35              | 24 d'octubre, 2000   | Socorro              | LINEAR                               |
| 106216 -          | 2000 US35              | 24 d'octubre, 2000   | Socorro              | LINEAR                               |
| 106217 -          | 2000 UT35              | 24 d'octubre, 2000   | Socorro              | LINEAR                               |
| 106218 -          | 2000 UV35              | 24 d'octubre, 2000   | Socorro              | LINEAR                               |
| 106219 -          | 2000 UC36              | 24 d'octubre, 2000   | Socorro              | LINEAR                               |
| 106220 -          | 2000 UD37              | 24 d'octubre, 2000   | Socorro              | LINEAR                               |
| 106221 -          | 2000 UA38              | 24 d'octubre, 2000   | Socorro              | LINEAR                               |
| 106222 -          | 2000 UN38              | 24 d'octubre, 2000   | Socorro              | LINEAR                               |
| 106223 -          | 2000 UX38              | 24 d'octubre, 2000   | Socorro              | LINEAR                               |
| 106224 -          | 2000 UA39              | 24 d'octubre, 2000   | Socorro              | LINEAR                               |
| 106225 -          | 2000 UN39              | 24 d'octubre, 2000   | Socorro              | LINEAR                               |
| 106226 -          | 2000 US39              | 24 d'octubre, 2000   | Socorro              | LINEAR                               |
| 106227 -          | 2000 UA40              | 24 d'octubre, 2000   | Socorro              | LINEAR                               |
| 106228 -          | 2000 UB40              | 24 d'octubre, 2000   | Socorro              | LINEAR                               |
| 106229 -          | 2000 UM40              | 24 d'octubre, 2000   | Socorro              | LINEAR                               |
| 106230 -          | 2000 UB41              | 24 d'octubre, 2000   | Socorro              | LINEAR                               |
| 106231 -          | 2000 UL41              | 24 d'octubre, 2000   | Socorro              | LINEAR                               |
| 106232 -          | 2000 UK42              | 24 d'octubre, 2000   | Socorro              | LINEAR                               |
| 106233 -          | 2000 UP43              | 24 d'octubre, 2000   | Socorro              | LINEAR                               |
| 106234 -          | 2000 UJ44              | 24 d'octubre, 2000   | Socorro              | LINEAR                               |
| 106235 -          | 2000 UP44              | 24 d'octubre, 2000   | Socorro              | LINEAR                               |
| 106236 -          | 2000 UN45              | 24 d'octubre, 2000   | Socorro              | LINEAR                               |
| 106237 -          | 2000 UU45              | 24 d'octubre, 2000   | Socorro              | LINEAR                               |
| 106238 -          | 2000 UW45              | 24 d'octubre, 2000   | Socorro              | LINEAR                               |
| 106239 -          | 2000 UM46              | 24 d'octubre, 2000   | Socorro              | LINEAR                               |
| 106240 -          | 2000 UB47              | 24 d'octubre, 2000   | Socorro              | LINEAR                               |
| 106241 -          | 2000 UC47              | 24 d'octubre, 2000   | Socorro              | LINEAR                               |
| 106242 -          | 2000 UL47              | 24 d'octubre, 2000   | Socorro              | LINEAR                               |
| 106243 -          | 2000 UX47              | 24 d'octubre, 2000   | Socorro              | LINEAR                               |
| 106244 -          | 2000 UX48              | 24 d'octubre, 2000   | Socorro              | LINEAR                               |
| 106245 -          | 2000 UZ48              | 24 d'octubre, 2000   | Socorro              | LINEAR                               |
| 106246 -          | 2000 UF50              | 24 d'octubre, 2000   | Socorro              | LINEAR                               |
| 106247 -          | 2000 UA51              | 24 d'octubre, 2000   | Socorro              | LINEAR                               |
| 106248 -          | 2000 UO51              | 24 d'octubre, 2000   | Socorro              | LINEAR                               |
| 106249 -          | 2000 UK52              | 24 d'octubre, 2000   | Socorro              | LINEAR                               |
| 106250 -          | 2000 UM52              | 24 d'octubre, 2000   | Socorro              | LINEAR                               |
| 106251 -          | 2000 UA54              | 24 d'octubre, 2000   | Socorro              | LINEAR                               |
| 106252 -          | 2000 UV54              | 24 d'octubre, 2000   | Socorro              | LINEAR                               |
| 106253 -          | 2000 UE56              | 24 d'octubre, 2000   | Socorro              | LINEAR                               |
| 106254 -          | 2000 UU56              | 25 d'octubre, 2000   | Socorro              | LINEAR                               |
| 106255 -          | 2000 UE57              | 25 d'octubre, 2000   | Socorro              | LINEAR                               |
| 106256 -          | 2000 UK57              | 25 d'octubre, 2000   | Socorro              | LINEAR                               |
| 106257 -          | 2000 UJ58              | 25 d'octubre, 2000   | Socorro              | LINEAR                               |
| 106258 -          | 2000 UN59              | 25 d'octubre, 2000   | Socorro              | LINEAR                               |
| 106259 -          | 2000 UX59              | 25 d'octubre, 2000   | Socorro              | LINEAR                               |
| 106260 -          | 2000 UC60              | 25 d'octubre, 2000   | Socorro              | LINEAR                               |
| 106261 -          | 2000 UD60              | 25 d'octubre, 2000   | Socorro              | LINEAR                               |
| 106262 -          | 2000 UZ60              | 25 d'octubre, 2000   | Socorro              | LINEAR                               |
| 106263 -          | 2000 UG62              | 25 d'octubre, 2000   | Socorro              | LINEAR                               |
| 106264 -          | 2000 UP62              | 25 d'octubre, 2000   | Socorro              | LINEAR                               |
| 106265 -          | 2000 UX62              | 25 d'octubre, 2000   | Socorro              | LINEAR                               |
| 106266 -          | 2000 UA63              | 25 d'octubre, 2000   | Socorro              | LINEAR                               |
| 106267 -          | 2000 UZ63              | 25 d'octubre, 2000   | Socorro              | LINEAR                               |
| 106268 -          | 2000 UD64              | 25 d'octubre, 2000   | Socorro              | LINEAR                               |
| 106269 -          | 2000 UW64              | 25 d'octubre, 2000   | Socorro              | LINEAR                               |
| 106270 -          | 2000 UK66              | 25 d'octubre, 2000   | Socorro              | LINEAR                               |
| 106271 -          | 2000 UO67              | 25 d'octubre, 2000   | Socorro              | LINEAR                               |
| 106272 -          | 2000 UP67              | 25 d'octubre, 2000   | Socorro              | LINEAR                               |
| 106273 -          | 2000 UB68              | 25 d'octubre, 2000   | Socorro              | LINEAR                               |
| 106274 -          | 2000 UU69              | 25 d'octubre, 2000   | Socorro              | LINEAR                               |
| 106275 -          | 2000 UY69              | 25 d'octubre, 2000   | Socorro              | LINEAR                               |
| 106276 -          | 2000 UB70              | 25 d'octubre, 2000   | Socorro              | LINEAR                               |
| 106277 -          | 2000 UA71              | 25 d'octubre, 2000   | Socorro              | LINEAR                               |
| 106278 -          | 2000 UZ71              | 25 d'octubre, 2000   | Socorro              | LINEAR                               |
| 106279 -          | 2000 UN72              | 25 d'octubre, 2000   | Socorro              | LINEAR                               |
| 106280 -          | 2000 UQ72              | 25 d'octubre, 2000   | Socorro              | LINEAR                               |
| 106281 -          | 2000 UW73              | 26 d'octubre, 2000   | Socorro              | LINEAR                               |
| 106282 -          | 2000 UP74              | 30 d'octubre, 2000   | Socorro              | LINEAR                               |
| 106283 -          | 2000 UZ74              | 31 d'octubre, 2000   | Socorro              | LINEAR                               |
| 106284 -          | 2000 UG76              | 29 d'octubre, 2000   | Socorro              | LINEAR                               |
| 106285 -          | 2000 UG77              | 24 d'octubre, 2000   | Socorro              | LINEAR                               |
| 106286 -          | 2000 UK77              | 24 d'octubre, 2000   | Socorro              | LINEAR                               |
| 106287 -          | 2000 UP77              | 24 d'octubre, 2000   | Socorro              | LINEAR                               |
| 106288 -          | 2000 UK78              | 24 d'octubre, 2000   | Socorro              | LINEAR                               |
| 106289 -          | 2000 UY78              | 24 d'octubre, 2000   | Socorro              | LINEAR                               |
| 106290 -          | 2000 UR79              | 24 d'octubre, 2000   | Socorro              | LINEAR                               |
| 106291 -          | 2000 UW79              | 24 d'octubre, 2000   | Socorro              | LINEAR                               |
| 106292 -          | 2000 UM80              | 24 d'octubre, 2000   | Socorro              | LINEAR                               |
| 106293 -          | 2000 US81              | 24 d'octubre, 2000   | Socorro              | LINEAR                               |
| 106294 -          | 2000 UH82              | 26 d'octubre, 2000   | Socorro              | LINEAR                               |
| 106295 -          | 2000 UJ82              | 26 d'octubre, 2000   | Socorro              | LINEAR                               |
| 106296 -          | 2000 UE83              | 30 d'octubre, 2000   | Socorro              | LINEAR                               |
| 106297 -          | 2000 UQ83              | 31 d'octubre, 2000   | Socorro              | LINEAR                               |
| 106298 -          | 2000 UX83              | 31 d'octubre, 2000   | Socorro              | LINEAR                               |
| 106299 -          | 2000 UJ84              | 31 d'octubre, 2000   | Socorro              | LINEAR                               |
| 106300 -          | 2000 UX84              | 31 d'octubre, 2000   | Socorro              | LINEAR                               |
| 106301–106400     |                        |                      |                      |                                      |
| 106301 -          | 2000 UJ86              | 31 d'octubre, 2000   | Socorro              | LINEAR                               |
| 106302 -          | 2000 UJ87              | 31 d'octubre, 2000   | Socorro              | LINEAR                               |
| 106303 -          | 2000 UO87              | 31 d'octubre, 2000   | Socorro              | LINEAR                               |
| 106304 -          | 2000 UO88              | 31 d'octubre, 2000   | Socorro              | LINEAR                               |
| 106305 -          | 2000 UD90              | 24 d'octubre, 2000   | Socorro              | LINEAR                               |
| 106306 -          | 2000 UU91              | 25 d'octubre, 2000   | Socorro              | LINEAR                               |
| 106307 -          | 2000 UD92              | 25 d'octubre, 2000   | Socorro              | LINEAR                               |
| 106308 -          | 2000 UN92              | 25 d'octubre, 2000   | Socorro              | LINEAR                               |
| 106309 -          | 2000 UU92              | 25 d'octubre, 2000   | Socorro              | LINEAR                               |
| 106310 -          | 2000 UX92              | 25 d'octubre, 2000   | Socorro              | LINEAR                               |
| 106311 -          | 2000 UL93              | 25 d'octubre, 2000   | Socorro              | LINEAR                               |
| 106312 -          | 2000 UC94              | 25 d'octubre, 2000   | Socorro              | LINEAR                               |
| 106313 -          | 2000 UE94              | 25 d'octubre, 2000   | Socorro              | LINEAR                               |
| 106314 -          | 2000 UJ94              | 25 d'octubre, 2000   | Socorro              | LINEAR                               |
| 106315 -          | 2000 UP94              | 25 d'octubre, 2000   | Socorro              | LINEAR                               |
| 106316 -          | 2000 UA96              | 25 d'octubre, 2000   | Socorro              | LINEAR                               |
| 106317 -          | 2000 UK96              | 25 d'octubre, 2000   | Socorro              | LINEAR                               |
| 106318 -          | 2000 UP97              | 25 d'octubre, 2000   | Socorro              | LINEAR                               |
| 106319 -          | 2000 UD98              | 25 d'octubre, 2000   | Socorro              | LINEAR                               |
| 106320 -          | 2000 UN98              | 25 d'octubre, 2000   | Socorro              | LINEAR                               |
| 106321 -          | 2000 US98              | 25 d'octubre, 2000   | Socorro              | LINEAR                               |
| 106322 -          | 2000 UQ99              | 25 d'octubre, 2000   | Socorro              | LINEAR                               |
| 106323 -          | 2000 UD100             | 25 d'octubre, 2000   | Socorro              | LINEAR                               |
| 106324 -          | 2000 UD101             | 25 d'octubre, 2000   | Socorro              | LINEAR                               |
| 106325 -          | 2000 UE101             | 25 d'octubre, 2000   | Socorro              | LINEAR                               |
| 106326 -          | 2000 UN101             | 25 d'octubre, 2000   | Socorro              | LINEAR                               |
| 106327 -          | 2000 UF102             | 25 d'octubre, 2000   | Socorro              | LINEAR                               |
| 106328 -          | 2000 UV102             | 25 d'octubre, 2000   | Socorro              | LINEAR                               |
| 106329 -          | 2000 UL104             | 25 d'octubre, 2000   | Socorro              | LINEAR                               |
| 106330 -          | 2000 UU104             | 25 d'octubre, 2000   | Socorro              | LINEAR                               |
| 106331 -          | 2000 UW105             | 29 d'octubre, 2000   | Socorro              | LINEAR                               |
| 106332 -          | 2000 UO106             | 30 d'octubre, 2000   | Socorro              | LINEAR                               |
| 106333 -          | 2000 UC107             | 30 d'octubre, 2000   | Socorro              | LINEAR                               |
| 106334 -          | 2000 UM107             | 30 d'octubre, 2000   | Socorro              | LINEAR                               |
| 106335 -          | 2000 UV107             | 30 d'octubre, 2000   | Socorro              | LINEAR                               |
| 106336 -          | 2000 UW107             | 30 d'octubre, 2000   | Socorro              | LINEAR                               |
| 106337 -          | 2000 UZ107             | 30 d'octubre, 2000   | Socorro              | LINEAR                               |
| 106338 -          | 2000 UE108             | 30 d'octubre, 2000   | Socorro              | LINEAR                               |
| 106339 -          | 2000 UT108             | 31 d'octubre, 2000   | Socorro              | LINEAR                               |
| 106340 -          | 2000 UV108             | 31 d'octubre, 2000   | Socorro              | LINEAR                               |
| 106341 -          | 2000 UZ108             | 31 d'octubre, 2000   | Socorro              | LINEAR                               |
| 106342 -          | 2000 UP110             | 31 d'octubre, 2000   | Socorro              | LINEAR                               |
| 106343 -          | 2000 UT110             | 25 d'octubre, 2000   | Socorro              | LINEAR                               |
| 106344 -          | 2000 UC111             | 26 d'octubre, 2000   | Kitt Peak            | Spacewatch                           |
| 106345 -          | 2000 UQ111             | 29 d'octubre, 2000   | Kitt Peak            | Spacewatch                           |
| 106346 -          | 2000 UA112             | 29 d'octubre, 2000   | Kitt Peak            | Spacewatch                           |
| 106347 -          | 2000 UG112             | 31 d'octubre, 2000   | Socorro              | LINEAR                               |
| 106348 -          | 2000 UJ112             | 25 d'octubre, 2000   | Socorro              | LINEAR                               |
| 106349 -          | 2000 VE                | 1 de novembre, 2000  | Desert Beaver        | W. K. Y. Yeung                       |
| 106350 -          | 2000 VM1               | 1 de novembre, 2000  | Socorro              | LINEAR                               |
| 106351 -          | 2000 VH2               | 1 de novembre, 2000  | Socorro              | LINEAR                               |
| 106352 -          | 2000 VA3               | 1 de novembre, 2000  | Kitt Peak            | Spacewatch                           |
| 106353 -          | 2000 VX3               | 1 de novembre, 2000  | Socorro              | LINEAR                               |
| 106354 -          | 2000 VD4               | 1 de novembre, 2000  | Socorro              | LINEAR                               |
| 106355 -          | 2000 VS4               | 1 de novembre, 2000  | Socorro              | LINEAR                               |
| 106356 -          | 2000 VX4               | 1 de novembre, 2000  | Socorro              | LINEAR                               |
| 106357 -          | 2000 VD5               | 1 de novembre, 2000  | Socorro              | LINEAR                               |
| 106358 -          | 2000 VE5               | 1 de novembre, 2000  | Socorro              | LINEAR                               |
| 106359 -          | 2000 VP6               | 1 de novembre, 2000  | Socorro              | LINEAR                               |
| 106360 -          | 2000 VB7               | 1 de novembre, 2000  | Socorro              | LINEAR                               |
| 106361 -          | 2000 VK7               | 1 de novembre, 2000  | Socorro              | LINEAR                               |
| 106362 -          | 2000 VB8               | 1 de novembre, 2000  | Socorro              | LINEAR                               |
| 106363 -          | 2000 VE8               | 1 de novembre, 2000  | Socorro              | LINEAR                               |
| 106364 -          | 2000 VO8               | 1 de novembre, 2000  | Socorro              | LINEAR                               |
| 106365 -          | 2000 VS8               | 1 de novembre, 2000  | Socorro              | LINEAR                               |
| 106366 -          | 2000 VM9               | 1 de novembre, 2000  | Socorro              | LINEAR                               |
| 106367 -          | 2000 VQ9               | 1 de novembre, 2000  | Socorro              | LINEAR                               |
| 106368 -          | 2000 VZ9               | 1 de novembre, 2000  | Socorro              | LINEAR                               |
| 106369 -          | 2000 VE10              | 1 de novembre, 2000  | Socorro              | LINEAR                               |
| 106370 -          | 2000 VT10              | 1 de novembre, 2000  | Socorro              | LINEAR                               |
| 106371 -          | 2000 VA11              | 1 de novembre, 2000  | Socorro              | LINEAR                               |
| 106372 -          | 2000 VJ11              | 1 de novembre, 2000  | Socorro              | LINEAR                               |
| 106373 -          | 2000 VP11              | 1 de novembre, 2000  | Socorro              | LINEAR                               |
| 106374 -          | 2000 VQ11              | 1 de novembre, 2000  | Socorro              | LINEAR                               |
| 106375 -          | 2000 VT13              | 1 de novembre, 2000  | Socorro              | LINEAR                               |
| 106376 -          | 2000 VW13              | 1 de novembre, 2000  | Socorro              | LINEAR                               |
| 106377 -          | 2000 VY13              | 1 de novembre, 2000  | Socorro              | LINEAR                               |
| 106378 -          | 2000 VG14              | 1 de novembre, 2000  | Socorro              | LINEAR                               |
| 106379 -          | 2000 VL14              | 1 de novembre, 2000  | Socorro              | LINEAR                               |
| 106380 -          | 2000 VE15              | 1 de novembre, 2000  | Socorro              | LINEAR                               |
| 106381 -          | 2000 VB16              | 1 de novembre, 2000  | Socorro              | LINEAR                               |
| 106382 -          | 2000 VF16              | 1 de novembre, 2000  | Socorro              | LINEAR                               |
| 106383 -          | 2000 VG16              | 1 de novembre, 2000  | Socorro              | LINEAR                               |
| 106384 -          | 2000 VQ16              | 1 de novembre, 2000  | Socorro              | LINEAR                               |
| 106385 -          | 2000 VH17              | 1 de novembre, 2000  | Socorro              | LINEAR                               |
| 106386 -          | 2000 VP17              | 1 de novembre, 2000  | Socorro              | LINEAR                               |
| 106387 -          | 2000 VR17              | 1 de novembre, 2000  | Socorro              | LINEAR                               |
| 106388 -          | 2000 VV17              | 1 de novembre, 2000  | Socorro              | LINEAR                               |
| 106389 -          | 2000 VN20              | 1 de novembre, 2000  | Socorro              | LINEAR                               |
| 106390 -          | 2000 VR20              | 1 de novembre, 2000  | Socorro              | LINEAR                               |
| 106391 -          | 2000 VZ21              | 1 de novembre, 2000  | Socorro              | LINEAR                               |
| 106392 -          | 2000 VB22              | 1 de novembre, 2000  | Socorro              | LINEAR                               |
| 106393 -          | 2000 VW22              | 1 de novembre, 2000  | Socorro              | LINEAR                               |
| 106394 -          | 2000 VG24              | 1 de novembre, 2000  | Socorro              | LINEAR                               |
| 106395 -          | 2000 VL24              | 1 de novembre, 2000  | Socorro              | LINEAR                               |
| 106396 -          | 2000 VQ24              | 1 de novembre, 2000  | Socorro              | LINEAR                               |
| 106397 -          | 2000 VO25              | 1 de novembre, 2000  | Socorro              | LINEAR                               |
| 106398 -          | 2000 VP25              | 1 de novembre, 2000  | Socorro              | LINEAR                               |
| 106399 -          | 2000 VS25              | 1 de novembre, 2000  | Socorro              | LINEAR                               |
| 106400 -          | 2000 VO27              | 1 de novembre, 2000  | Socorro              | LINEAR                               |
| 106401–106500     |                        |                      |                      |                                      |
| 106401 -          | 2000 VB28              | 1 de novembre, 2000  | Socorro              | LINEAR                               |
| 106402 -          | 2000 VD28              | 1 de novembre, 2000  | Socorro              | LINEAR                               |
| 106403 -          | 2000 VN28              | 1 de novembre, 2000  | Socorro              | LINEAR                               |
| 106404 -          | 2000 VV28              | 1 de novembre, 2000  | Socorro              | LINEAR                               |
| 106405 -          | 2000 VJ29              | 1 de novembre, 2000  | Socorro              | LINEAR                               |
| 106406 -          | 2000 VM29              | 1 de novembre, 2000  | Socorro              | LINEAR                               |
| 106407 -          | 2000 VN29              | 1 de novembre, 2000  | Socorro              | LINEAR                               |
| 106408 -          | 2000 VK30              | 1 de novembre, 2000  | Socorro              | LINEAR                               |
| 106409 -          | 2000 VE31              | 1 de novembre, 2000  | Socorro              | LINEAR                               |
| 106410 -          | 2000 VJ31              | 1 de novembre, 2000  | Socorro              | LINEAR                               |
| 106411 -          | 2000 VK31              | 1 de novembre, 2000  | Socorro              | LINEAR                               |
| 106412 -          | 2000 VL31              | 1 de novembre, 2000  | Socorro              | LINEAR                               |
| 106413 -          | 2000 VD32              | 1 de novembre, 2000  | Socorro              | LINEAR                               |
| 106414 -          | 2000 VM32              | 1 de novembre, 2000  | Socorro              | LINEAR                               |
| 106415 -          | 2000 VR32              | 1 de novembre, 2000  | Socorro              | LINEAR                               |
| 106416 -          | 2000 VC34              | 1 de novembre, 2000  | Socorro              | LINEAR                               |
| 106417 -          | 2000 VC35              | 1 de novembre, 2000  | Socorro              | LINEAR                               |
| 106418 -          | 2000 VU35              | 1 de novembre, 2000  | Socorro              | LINEAR                               |
| 106419 -          | 2000 VO37              | 1 de novembre, 2000  | Socorro              | LINEAR                               |
| 106420 -          | 2000 VC38              | 1 de novembre, 2000  | Socorro              | LINEAR                               |
| 106421 -          | 2000 VE38              | 1 de novembre, 2000  | Xinglong             | Beijing Schmidt CCD Asteroid Program |
| 106422 -          | 2000 VC42              | 1 de novembre, 2000  | Socorro              | LINEAR                               |
| 106423 -          | 2000 VH42              | 1 de novembre, 2000  | Socorro              | LINEAR                               |
| 106424 -          | 2000 VN42              | 1 de novembre, 2000  | Socorro              | LINEAR                               |
| 106425 -          | 2000 VU42              | 1 de novembre, 2000  | Socorro              | LINEAR                               |
| 106426 -          | 2000 VN43              | 1 de novembre, 2000  | Socorro              | LINEAR                               |
| 106427 -          | 2000 VT43              | 1 de novembre, 2000  | Socorro              | LINEAR                               |
| 106428 -          | 2000 VV43              | 1 de novembre, 2000  | Socorro              | LINEAR                               |
| 106429 -          | 2000 VZ43              | 1 de novembre, 2000  | Socorro              | LINEAR                               |
| 106430 -          | 2000 VN45              | 2 de novembre, 2000  | Socorro              | LINEAR                               |
| 106431 -          | 2000 VU45              | 2 de novembre, 2000  | Socorro              | LINEAR                               |
| 106432 -          | 2000 VB48              | 2 de novembre, 2000  | Socorro              | LINEAR                               |
| 106433 -          | 2000 VM48              | 2 de novembre, 2000  | Socorro              | LINEAR                               |
| 106434 -          | 2000 VV49              | 2 de novembre, 2000  | Socorro              | LINEAR                               |
| 106435 -          | 2000 VM50              | 2 de novembre, 2000  | Socorro              | LINEAR                               |
| 106436 -          | 2000 VB51              | 3 de novembre, 2000  | Socorro              | LINEAR                               |
| 106437 -          | 2000 VL51              | 3 de novembre, 2000  | Socorro              | LINEAR                               |
| 106438 -          | 2000 VK52              | 3 de novembre, 2000  | Socorro              | LINEAR                               |
| 106439 -          | 2000 VL52              | 3 de novembre, 2000  | Socorro              | LINEAR                               |
| 106440 -          | 2000 VM52              | 3 de novembre, 2000  | Socorro              | LINEAR                               |
| 106441 -          | 2000 VA53              | 3 de novembre, 2000  | Socorro              | LINEAR                               |
| 106442 -          | 2000 VL54              | 3 de novembre, 2000  | Socorro              | LINEAR                               |
| 106443 -          | 2000 VN54              | 3 de novembre, 2000  | Socorro              | LINEAR                               |
| 106444 -          | 2000 VP54              | 3 de novembre, 2000  | Socorro              | LINEAR                               |
| 106445 -          | 2000 VN55              | 3 de novembre, 2000  | Socorro              | LINEAR                               |
| 106446 -          | 2000 VT55              | 3 de novembre, 2000  | Socorro              | LINEAR                               |
| 106447 -          | 2000 VA56              | 3 de novembre, 2000  | Socorro              | LINEAR                               |
| 106448 -          | 2000 VN56              | 3 de novembre, 2000  | Socorro              | LINEAR                               |
| 106449 -          | 2000 VU56              | 3 de novembre, 2000  | Socorro              | LINEAR                               |
| 106450 -          | 2000 VJ57              | 3 de novembre, 2000  | Socorro              | LINEAR                               |
| 106451 -          | 2000 VX57              | 3 de novembre, 2000  | Socorro              | LINEAR                               |
| 106452 -          | 2000 VJ59              | 6 de novembre, 2000  | Socorro              | LINEAR                               |
| 106453 -          | 2000 VC60              | 1 de novembre, 2000  | Socorro              | LINEAR                               |
| 106454 -          | 2000 VJ60              | 1 de novembre, 2000  | Kitt Peak            | Spacewatch                           |
| 106455 -          | 2000 VJ62              | 9 de novembre, 2000  | Socorro              | LINEAR                               |
| 106456 -          | 2000 VW62              | 3 de novembre, 2000  | Socorro              | LINEAR                               |
| 106457 -          | 2000 WC                | 16 de novembre, 2000 | Kitt Peak            | Spacewatch                           |
| 106458 -          | 2000 WT2               | 17 de novembre, 2000 | Socorro              | LINEAR                               |
| 106459 -          | 2000 WD3               | 19 de novembre, 2000 | Socorro              | LINEAR                               |
| 106460 -          | 2000 WV3               | 19 de novembre, 2000 | Socorro              | LINEAR                               |
| 106461 -          | 2000 WZ3               | 19 de novembre, 2000 | Socorro              | LINEAR                               |
| 106462 -          | 2000 WP4               | 19 de novembre, 2000 | Socorro              | LINEAR                               |
| 106463 -          | 2000 WR4               | 19 de novembre, 2000 | Socorro              | LINEAR                               |
| 106464 -          | 2000 WU4               | 19 de novembre, 2000 | Socorro              | LINEAR                               |
| 106465 -          | 2000 WZ4               | 19 de novembre, 2000 | Socorro              | LINEAR                               |
| 106466 -          | 2000 WF7               | 20 de novembre, 2000 | Socorro              | LINEAR                               |
| 106467 -          | 2000 WJ7               | 20 de novembre, 2000 | Socorro              | LINEAR                               |
| 106468 -          | 2000 WO7               | 20 de novembre, 2000 | Socorro              | LINEAR                               |
| 106469 -          | 2000 WR8               | 20 de novembre, 2000 | Socorro              | LINEAR                               |
| 106470 -          | 2000 WU9               | 21 de novembre, 2000 | Farpoint             | G. Hug                               |
| 106471 -          | 2000 WJ11              | 24 de novembre, 2000 | Elmira               | A. J. Cecce                          |
| 106472 -          | 2000 WK12              | 22 de novembre, 2000 | Haleakala            | NEAT                                 |
| 106473 -          | 2000 WV13              | 20 de novembre, 2000 | Socorro              | LINEAR                               |
| 106474 -          | 2000 WZ13              | 20 de novembre, 2000 | Socorro              | LINEAR                               |
| 106475 -          | 2000 WF14              | 20 de novembre, 2000 | Socorro              | LINEAR                               |
| 106476 -          | 2000 WU15              | 21 de novembre, 2000 | Socorro              | LINEAR                               |
| 106477 -          | 2000 WZ16              | 21 de novembre, 2000 | Socorro              | LINEAR                               |
| 106478 -          | 2000 WH18              | 21 de novembre, 2000 | Socorro              | LINEAR                               |
| 106479 -          | 2000 WP18              | 21 de novembre, 2000 | Socorro              | LINEAR                               |
| 106480 -          | 2000 WX18              | 21 de novembre, 2000 | Socorro              | LINEAR                               |
| 106481 -          | 2000 WD19              | 25 de novembre, 2000 | Fountain Hills       | C. W. Juels                          |
| 106482 -          | 2000 WA22              | 20 de novembre, 2000 | Socorro              | LINEAR                               |
| 106483 -          | 2000 WF22              | 20 de novembre, 2000 | Socorro              | LINEAR                               |
| 106484 -          | 2000 WV22              | 20 de novembre, 2000 | Socorro              | LINEAR                               |
| 106485 -          | 2000 WU23              | 20 de novembre, 2000 | Socorro              | LINEAR                               |
| 106486 -          | 2000 WG24              | 20 de novembre, 2000 | Socorro              | LINEAR                               |
| 106487 -          | 2000 WH24              | 20 de novembre, 2000 | Socorro              | LINEAR                               |
| 106488 -          | 2000 WY24              | 20 de novembre, 2000 | Socorro              | LINEAR                               |
| 106489 -          | 2000 WA25              | 20 de novembre, 2000 | Socorro              | LINEAR                               |
| 106490 -          | 2000 WB26              | 21 de novembre, 2000 | Socorro              | LINEAR                               |
| 106491 -          | 2000 WG28              | 23 de novembre, 2000 | Haleakala            | NEAT                                 |
| 106492 -          | 2000 WJ28              | 23 de novembre, 2000 | Haleakala            | NEAT                                 |
| 106493 -          | 2000 WM29              | 21 de novembre, 2000 | Socorro              | LINEAR                               |
| 106494 -          | 2000 WL30              | 20 de novembre, 2000 | Socorro              | LINEAR                               |
| 106495 -          | 2000 WD31              | 20 de novembre, 2000 | Socorro              | LINEAR                               |
| 106496 -          | 2000 WK31              | 20 de novembre, 2000 | Socorro              | LINEAR                               |
| 106497 -          | 2000 WO31              | 20 de novembre, 2000 | Socorro              | LINEAR                               |
| 106498 -          | 2000 WD33              | 20 de novembre, 2000 | Socorro              | LINEAR                               |
| 106499 -          | 2000 WE33              | 20 de novembre, 2000 | Socorro              | LINEAR                               |
| 106500 -          | 2000 WW34              | 20 de novembre, 2000 | Socorro              | LINEAR                               |
| 106501–106600     |                        |                      |                      |                                      |
| 106501 -          | 2000 WN36              | 20 de novembre, 2000 | Socorro              | LINEAR                               |
| 106502 -          | 2000 WO36              | 20 de novembre, 2000 | Socorro              | LINEAR                               |
| 106503 -          | 2000 WS36              | 20 de novembre, 2000 | Socorro              | LINEAR                               |
| 106504 -          | 2000 WT36              | 20 de novembre, 2000 | Socorro              | LINEAR                               |
| 106505 -          | 2000 WY36              | 20 de novembre, 2000 | Socorro              | LINEAR                               |
| 106506 -          | 2000 WS38              | 20 de novembre, 2000 | Socorro              | LINEAR                               |
| 106507 -          | 2000 WO39              | 20 de novembre, 2000 | Socorro              | LINEAR                               |
| 106508 -          | 2000 WR39              | 20 de novembre, 2000 | Socorro              | LINEAR                               |
| 106509 -          | 2000 WM41              | 20 de novembre, 2000 | Socorro              | LINEAR                               |
| 106510 -          | 2000 WN41              | 20 de novembre, 2000 | Socorro              | LINEAR                               |
| 106511 -          | 2000 WK42              | 21 de novembre, 2000 | Socorro              | LINEAR                               |
| 106512 -          | 2000 WP42              | 21 de novembre, 2000 | Socorro              | LINEAR                               |
| 106513 -          | 2000 WH43              | 21 de novembre, 2000 | Socorro              | LINEAR                               |
| 106514 -          | 2000 WN44              | 21 de novembre, 2000 | Socorro              | LINEAR                               |
| 106515 -          | 2000 WS44              | 21 de novembre, 2000 | Socorro              | LINEAR                               |
| 106516 -          | 2000 WN45              | 21 de novembre, 2000 | Socorro              | LINEAR                               |
| 106517 -          | 2000 WQ45              | 21 de novembre, 2000 | Socorro              | LINEAR                               |
| 106518 -          | 2000 WR49              | 25 de novembre, 2000 | Socorro              | LINEAR                               |
| 106519 -          | 2000 WY49              | 25 de novembre, 2000 | Socorro              | LINEAR                               |
| 106520 -          | 2000 WA51              | 21 de novembre, 2000 | Socorro              | LINEAR                               |
| 106521 -          | 2000 WC51              | 26 de novembre, 2000 | Socorro              | LINEAR                               |
| 106522 -          | 2000 WM53              | 27 de novembre, 2000 | Kitt Peak            | Spacewatch                           |
| 106523 -          | 2000 WE55              | 20 de novembre, 2000 | Socorro              | LINEAR                               |
| 106524 -          | 2000 WJ55              | 20 de novembre, 2000 | Socorro              | LINEAR                               |
| 106525 -          | 2000 WZ55              | 20 de novembre, 2000 | Socorro              | LINEAR                               |
| 106526 -          | 2000 WN56              | 21 de novembre, 2000 | Socorro              | LINEAR                               |
| 106527 -          | 2000 WW56              | 21 de novembre, 2000 | Socorro              | LINEAR                               |
| 106528 -          | 2000 WA57              | 21 de novembre, 2000 | Socorro              | LINEAR                               |
| 106529 -          | 2000 WZ57              | 21 de novembre, 2000 | Socorro              | LINEAR                               |
| 106530 -          | 2000 WA58              | 21 de novembre, 2000 | Socorro              | LINEAR                               |
| 106531 -          | 2000 WY58              | 21 de novembre, 2000 | Socorro              | LINEAR                               |
| 106532 -          | 2000 WC59              | 21 de novembre, 2000 | Socorro              | LINEAR                               |
| 106533 -          | 2000 WD60              | 21 de novembre, 2000 | Socorro              | LINEAR                               |
| 106534 -          | 2000 WK60              | 21 de novembre, 2000 | Socorro              | LINEAR                               |
| 106535 -          | 2000 WR62              | 28 de novembre, 2000 | Fountain Hills       | C. W. Juels                          |
| 106536 -          | 2000 WV62              | 28 de novembre, 2000 | Fountain Hills       | C. W. Juels                          |
| 106537 McCarthy   | 2000 WB63              | 23 de novembre, 2000 | Junk Bond            | J. Medkeff                           |
| 106538 -          | 2000 WK63              | 26 de novembre, 2000 | Socorro              | LINEAR                               |
| 106539 -          | 2000 WA66              | 28 de novembre, 2000 | Prescott             | P. G. Comba                          |
| 106540 -          | 2000 WD66              | 19 de novembre, 2000 | Socorro              | LINEAR                               |
| 106541 -          | 2000 WE66              | 19 de novembre, 2000 | Socorro              | LINEAR                               |
| 106542 -          | 2000 WP66              | 21 de novembre, 2000 | Socorro              | LINEAR                               |
| 106543 -          | 2000 WA67              | 25 de novembre, 2000 | Socorro              | LINEAR                               |
| 106544 -          | 2000 WJ68              | 27 de novembre, 2000 | Črni Vrh             | Črni Vrh                             |
| 106545 Colanduno  | 2000 WL68              | 28 de novembre, 2000 | Junk Bond            | J. Medkeff                           |
| 106546 -          | 2000 WF69              | 19 de novembre, 2000 | Socorro              | LINEAR                               |
| 106547 -          | 2000 WH69              | 19 de novembre, 2000 | Socorro              | LINEAR                               |
| 106548 -          | 2000 WN69              | 19 de novembre, 2000 | Socorro              | LINEAR                               |
| 106549 -          | 2000 WS69              | 19 de novembre, 2000 | Socorro              | LINEAR                               |
| 106550 -          | 2000 WG72              | 19 de novembre, 2000 | Socorro              | LINEAR                               |
| 106551 -          | 2000 WT72              | 20 de novembre, 2000 | Socorro              | LINEAR                               |
| 106552 -          | 2000 WW73              | 20 de novembre, 2000 | Socorro              | LINEAR                               |
| 106553 -          | 2000 WP74              | 20 de novembre, 2000 | Socorro              | LINEAR                               |
| 106554 -          | 2000 WM75              | 20 de novembre, 2000 | Socorro              | LINEAR                               |
| 106555 -          | 2000 WX75              | 20 de novembre, 2000 | Socorro              | LINEAR                               |
| 106556 -          | 2000 WC77              | 20 de novembre, 2000 | Socorro              | LINEAR                               |
| 106557 -          | 2000 WJ77              | 20 de novembre, 2000 | Socorro              | LINEAR                               |
| 106558 -          | 2000 WW80              | 20 de novembre, 2000 | Socorro              | LINEAR                               |
| 106559 -          | 2000 WC81              | 20 de novembre, 2000 | Socorro              | LINEAR                               |
| 106560 -          | 2000 WH82              | 20 de novembre, 2000 | Socorro              | LINEAR                               |
| 106561 -          | 2000 WL83              | 20 de novembre, 2000 | Socorro              | LINEAR                               |
| 106562 -          | 2000 WQ83              | 20 de novembre, 2000 | Socorro              | LINEAR                               |
| 106563 -          | 2000 WR85              | 20 de novembre, 2000 | Socorro              | LINEAR                               |
| 106564 -          | 2000 WY85              | 20 de novembre, 2000 | Socorro              | LINEAR                               |
| 106565 -          | 2000 WE86              | 20 de novembre, 2000 | Socorro              | LINEAR                               |
| 106566 -          | 2000 WJ88              | 20 de novembre, 2000 | Socorro              | LINEAR                               |
| 106567 -          | 2000 WK88              | 20 de novembre, 2000 | Socorro              | LINEAR                               |
| 106568 -          | 2000 WV88              | 20 de novembre, 2000 | Socorro              | LINEAR                               |
| 106569 -          | 2000 WC89              | 21 de novembre, 2000 | Socorro              | LINEAR                               |
| 106570 -          | 2000 WY89              | 21 de novembre, 2000 | Socorro              | LINEAR                               |
| 106571 -          | 2000 WB90              | 21 de novembre, 2000 | Socorro              | LINEAR                               |
| 106572 -          | 2000 WN90              | 21 de novembre, 2000 | Socorro              | LINEAR                               |
| 106573 -          | 2000 WR90              | 21 de novembre, 2000 | Socorro              | LINEAR                               |
| 106574 -          | 2000 WH94              | 21 de novembre, 2000 | Socorro              | LINEAR                               |
| 106575 -          | 2000 WO94              | 21 de novembre, 2000 | Socorro              | LINEAR                               |
| 106576 -          | 2000 WX94              | 21 de novembre, 2000 | Socorro              | LINEAR                               |
| 106577 -          | 2000 WB95              | 21 de novembre, 2000 | Socorro              | LINEAR                               |
| 106578 -          | 2000 WA97              | 21 de novembre, 2000 | Socorro              | LINEAR                               |
| 106579 -          | 2000 WO98              | 21 de novembre, 2000 | Socorro              | LINEAR                               |
| 106580 -          | 2000 WZ98              | 21 de novembre, 2000 | Socorro              | LINEAR                               |
| 106581 -          | 2000 WK100             | 21 de novembre, 2000 | Socorro              | LINEAR                               |
| 106582 -          | 2000 WH101             | 21 de novembre, 2000 | Socorro              | LINEAR                               |
| 106583 -          | 2000 WE102             | 26 de novembre, 2000 | Socorro              | LINEAR                               |
| 106584 -          | 2000 WG104             | 27 de novembre, 2000 | Socorro              | LINEAR                               |
| 106585 -          | 2000 WJ105             | 27 de novembre, 2000 | Kitt Peak            | Spacewatch                           |
| 106586 -          | 2000 WL105             | 27 de novembre, 2000 | Kitt Peak            | Spacewatch                           |
| 106587 -          | 2000 WH106             | 25 de novembre, 2000 | Haleakala            | NEAT                                 |
| 106588 -          | 2000 WW106             | 20 de novembre, 2000 | Socorro              | LINEAR                               |
| 106589 -          | 2000 WN107             | 29 de novembre, 2000 | Haleakala            | NEAT                                 |
| 106590 -          | 2000 WQ107             | 20 de novembre, 2000 | Socorro              | LINEAR                               |
| 106591 -          | 2000 WF108             | 20 de novembre, 2000 | Socorro              | LINEAR                               |
| 106592 -          | 2000 WM108             | 20 de novembre, 2000 | Socorro              | LINEAR                               |
| 106593 -          | 2000 WO108             | 20 de novembre, 2000 | Socorro              | LINEAR                               |
| 106594 -          | 2000 WW108             | 20 de novembre, 2000 | Socorro              | LINEAR                               |
| 106595 -          | 2000 WT109             | 20 de novembre, 2000 | Socorro              | LINEAR                               |
| 106596 -          | 2000 WE110             | 20 de novembre, 2000 | Socorro              | LINEAR                               |
| 106597 -          | 2000 WG111             | 20 de novembre, 2000 | Socorro              | LINEAR                               |
| 106598 -          | 2000 WZ112             | 20 de novembre, 2000 | Socorro              | LINEAR                               |
| 106599 -          | 2000 WA113             | 20 de novembre, 2000 | Socorro              | LINEAR                               |
| 106600 -          | 2000 WX113             | 20 de novembre, 2000 | Socorro              | LINEAR                               |
| 106601–106700     |                        |                      |                      |                                      |
| 106601 -          | 2000 WE114             | 20 de novembre, 2000 | Socorro              | LINEAR                               |
| 106602 -          | 2000 WH114             | 20 de novembre, 2000 | Socorro              | LINEAR                               |
| 106603 -          | 2000 WM114             | 20 de novembre, 2000 | Socorro              | LINEAR                               |
| 106604 -          | 2000 WN114             | 20 de novembre, 2000 | Socorro              | LINEAR                               |
| 106605 -          | 2000 WD115             | 20 de novembre, 2000 | Socorro              | LINEAR                               |
| 106606 -          | 2000 WR115             | 20 de novembre, 2000 | Socorro              | LINEAR                               |
| 106607 -          | 2000 WU115             | 20 de novembre, 2000 | Socorro              | LINEAR                               |
| 106608 -          | 2000 WM116             | 20 de novembre, 2000 | Socorro              | LINEAR                               |
| 106609 -          | 2000 WN116             | 20 de novembre, 2000 | Socorro              | LINEAR                               |
| 106610 -          | 2000 WU116             | 20 de novembre, 2000 | Socorro              | LINEAR                               |
| 106611 -          | 2000 WJ120             | 20 de novembre, 2000 | Socorro              | LINEAR                               |
| 106612 -          | 2000 WR120             | 20 de novembre, 2000 | Socorro              | LINEAR                               |
| 106613 -          | 2000 WN121             | 26 de novembre, 2000 | Socorro              | LINEAR                               |
| 106614 -          | 2000 WQ121             | 26 de novembre, 2000 | Socorro              | LINEAR                               |
| 106615 -          | 2000 WY121             | 29 de novembre, 2000 | Socorro              | LINEAR                               |
| 106616 -          | 2000 WJ122             | 29 de novembre, 2000 | Socorro              | LINEAR                               |
| 106617 -          | 2000 WB123             | 29 de novembre, 2000 | Socorro              | LINEAR                               |
| 106618 -          | 2000 WJ123             | 29 de novembre, 2000 | Socorro              | LINEAR                               |
| 106619 -          | 2000 WB124             | 30 de novembre, 2000 | Kitt Peak            | Spacewatch                           |
| 106620 -          | 2000 WL124             | 19 de novembre, 2000 | Socorro              | LINEAR                               |
| 106621 -          | 2000 WM124             | 19 de novembre, 2000 | Socorro              | LINEAR                               |
| 106622 -          | 2000 WP124             | 19 de novembre, 2000 | Socorro              | LINEAR                               |
| 106623 -          | 2000 WT124             | 30 de novembre, 2000 | Socorro              | LINEAR                               |
| 106624 -          | 2000 WV124             | 27 de novembre, 2000 | Haleakala            | NEAT                                 |
| 106625 -          | 2000 WC125             | 21 de novembre, 2000 | Socorro              | LINEAR                               |
| 106626 -          | 2000 WE126             | 30 de novembre, 2000 | Socorro              | LINEAR                               |
| 106627 -          | 2000 WG126             | 30 de novembre, 2000 | Socorro              | LINEAR                               |
| 106628 -          | 2000 WH126             | 30 de novembre, 2000 | Socorro              | LINEAR                               |
| 106629 -          | 2000 WY128             | 19 de novembre, 2000 | Kitt Peak            | Spacewatch                           |
| 106630 -          | 2000 WF130             | 19 de novembre, 2000 | Kitt Peak            | Spacewatch                           |
| 106631 -          | 2000 WX130             | 20 de novembre, 2000 | Anderson Mesa        | LONEOS                               |
| 106632 -          | 2000 WH131             | 20 de novembre, 2000 | Anderson Mesa        | LONEOS                               |
| 106633 -          | 2000 WP131             | 20 de novembre, 2000 | Socorro              | LINEAR                               |
| 106634 -          | 2000 WY131             | 30 de novembre, 2000 | Haleakala            | NEAT                                 |
| 106635 -          | 2000 WL132             | 19 de novembre, 2000 | Socorro              | LINEAR                               |
| 106636 -          | 2000 WQ132             | 19 de novembre, 2000 | Socorro              | LINEAR                               |
| 106637 -          | 2000 WU132             | 19 de novembre, 2000 | Socorro              | LINEAR                               |
| 106638 -          | 2000 WB133             | 19 de novembre, 2000 | Socorro              | LINEAR                               |
| 106639 -          | 2000 WL133             | 19 de novembre, 2000 | Socorro              | LINEAR                               |
| 106640 -          | 2000 WN133             | 19 de novembre, 2000 | Socorro              | LINEAR                               |
| 106641 -          | 2000 WR133             | 19 de novembre, 2000 | Socorro              | LINEAR                               |
| 106642 -          | 2000 WL134             | 19 de novembre, 2000 | Socorro              | LINEAR                               |
| 106643 -          | 2000 WO134             | 19 de novembre, 2000 | Socorro              | LINEAR                               |
| 106644 -          | 2000 WT134             | 19 de novembre, 2000 | Socorro              | LINEAR                               |
| 106645 -          | 2000 WV134             | 19 de novembre, 2000 | Socorro              | LINEAR                               |
| 106646 -          | 2000 WW134             | 19 de novembre, 2000 | Socorro              | LINEAR                               |
| 106647 -          | 2000 WC135             | 19 de novembre, 2000 | Socorro              | LINEAR                               |
| 106648 -          | 2000 WU135             | 20 de novembre, 2000 | Anderson Mesa        | LONEOS                               |
| 106649 -          | 2000 WW135             | 20 de novembre, 2000 | Socorro              | LINEAR                               |
| 106650 -          | 2000 WO136             | 20 de novembre, 2000 | Socorro              | LINEAR                               |
| 106651 -          | 2000 WA137             | 20 de novembre, 2000 | Socorro              | LINEAR                               |
| 106652 -          | 2000 WV140             | 21 de novembre, 2000 | Socorro              | LINEAR                               |
| 106653 -          | 2000 WW140             | 21 de novembre, 2000 | Socorro              | LINEAR                               |
| 106654 -          | 2000 WA141             | 21 de novembre, 2000 | Haleakala            | NEAT                                 |
| 106655 -          | 2000 WP141             | 19 de novembre, 2000 | Socorro              | LINEAR                               |
| 106656 -          | 2000 WE142             | 20 de novembre, 2000 | Anderson Mesa        | LONEOS                               |
| 106657 -          | 2000 WK142             | 20 de novembre, 2000 | Anderson Mesa        | LONEOS                               |
| 106658 -          | 2000 WA143             | 20 de novembre, 2000 | Anderson Mesa        | LONEOS                               |
| 106659 -          | 2000 WU143             | 20 de novembre, 2000 | Socorro              | LINEAR                               |
| 106660 -          | 2000 WV143             | 20 de novembre, 2000 | Socorro              | LINEAR                               |
| 106661 -          | 2000 WH144             | 21 de novembre, 2000 | Haleakala            | NEAT                                 |
| 106662 -          | 2000 WW144             | 21 de novembre, 2000 | Socorro              | LINEAR                               |
| 106663 -          | 2000 WY144             | 21 de novembre, 2000 | Socorro              | LINEAR                               |
| 106664 -          | 2000 WY145             | 23 de novembre, 2000 | Haleakala            | NEAT                                 |
| 106665 -          | 2000 WA146             | 23 de novembre, 2000 | Haleakala            | NEAT                                 |
| 106666 -          | 2000 WL146             | 23 de novembre, 2000 | Haleakala            | NEAT                                 |
| 106667 -          | 2000 WN146             | 23 de novembre, 2000 | Haleakala            | NEAT                                 |
| 106668 -          | 2000 WO146             | 23 de novembre, 2000 | Haleakala            | NEAT                                 |
| 106669 -          | 2000 WF147             | 28 de novembre, 2000 | Haleakala            | NEAT                                 |
| 106670 -          | 2000 WX149             | 28 de novembre, 2000 | Kitt Peak            | Spacewatch                           |
| 106671 -          | 2000 WT150             | 19 de novembre, 2000 | Socorro              | LINEAR                               |
| 106672 -          | 2000 WK151             | 30 de novembre, 2000 | Socorro              | LINEAR                               |
| 106673 -          | 2000 WL151             | 30 de novembre, 2000 | Socorro              | LINEAR                               |
| 106674 -          | 2000 WA152             | 30 de novembre, 2000 | Haleakala            | NEAT                                 |
| 106675 -          | 2000 WC152             | 30 de novembre, 2000 | Haleakala            | NEAT                                 |
| 106676 -          | 2000 WO152             | 29 de novembre, 2000 | Socorro              | LINEAR                               |
| 106677 -          | 2000 WP152             | 29 de novembre, 2000 | Socorro              | LINEAR                               |
| 106678 -          | 2000 WR152             | 29 de novembre, 2000 | Socorro              | LINEAR                               |
| 106679 -          | 2000 WV152             | 29 de novembre, 2000 | Socorro              | LINEAR                               |
| 106680 -          | 2000 WK153             | 29 de novembre, 2000 | Socorro              | LINEAR                               |
| 106681 -          | 2000 WO153             | 29 de novembre, 2000 | Socorro              | LINEAR                               |
| 106682 -          | 2000 WL154             | 30 de novembre, 2000 | Socorro              | LINEAR                               |
| 106683 -          | 2000 WW154             | 30 de novembre, 2000 | Socorro              | LINEAR                               |
| 106684 -          | 2000 WA155             | 30 de novembre, 2000 | Socorro              | LINEAR                               |
| 106685 -          | 2000 WE156             | 30 de novembre, 2000 | Socorro              | LINEAR                               |
| 106686 -          | 2000 WM156             | 30 de novembre, 2000 | Socorro              | LINEAR                               |
| 106687 -          | 2000 WQ157             | 30 de novembre, 2000 | Socorro              | LINEAR                               |
| 106688 -          | 2000 WS157             | 30 de novembre, 2000 | Socorro              | LINEAR                               |
| 106689 -          | 2000 WW157             | 30 de novembre, 2000 | Socorro              | LINEAR                               |
| 106690 -          | 2000 WK158             | 30 de novembre, 2000 | Socorro              | LINEAR                               |
| 106691 -          | 2000 WW158             | 30 de novembre, 2000 | Haleakala            | NEAT                                 |
| 106692 -          | 2000 WF159             | 30 de novembre, 2000 | Kitt Peak            | Spacewatch                           |
| 106693 -          | 2000 WT161             | 20 de novembre, 2000 | Anderson Mesa        | LONEOS                               |
| 106694 -          | 2000 WV161             | 20 de novembre, 2000 | Anderson Mesa        | LONEOS                               |
| 106695 -          | 2000 WP164             | 22 de novembre, 2000 | Haleakala            | NEAT                                 |
| 106696 -          | 2000 WT164             | 22 de novembre, 2000 | Haleakala            | NEAT                                 |
| 106697 -          | 2000 WA165             | 22 de novembre, 2000 | Haleakala            | NEAT                                 |
| 106698 -          | 2000 WO166             | 24 de novembre, 2000 | Anderson Mesa        | LONEOS                               |
| 106699 -          | 2000 WA167             | 24 de novembre, 2000 | Anderson Mesa        | LONEOS                               |
| 106700 -          | 2000 WX167             | 24 de novembre, 2000 | Anderson Mesa        | LONEOS                               |
| 106701–106800     |                        |                      |                      |                                      |
| 106701 -          | 2000 WA168             | 25 de novembre, 2000 | Socorro              | LINEAR                               |
| 106702 -          | 2000 WC168             | 25 de novembre, 2000 | Socorro              | LINEAR                               |
| 106703 -          | 2000 WF168             | 25 de novembre, 2000 | Socorro              | LINEAR                               |
| 106704 -          | 2000 WN168             | 25 de novembre, 2000 | Anderson Mesa        | LONEOS                               |
| 106705 -          | 2000 WC169             | 25 de novembre, 2000 | Anderson Mesa        | LONEOS                               |
| 106706 -          | 2000 WK169             | 26 de novembre, 2000 | Socorro              | LINEAR                               |
| 106707 -          | 2000 WF170             | 24 de novembre, 2000 | Anderson Mesa        | LONEOS                               |
| 106708 -          | 2000 WJ170             | 24 de novembre, 2000 | Anderson Mesa        | LONEOS                               |
| 106709 -          | 2000 WF171             | 24 de novembre, 2000 | Kitt Peak            | Spacewatch                           |
| 106710 -          | 2000 WB172             | 25 de novembre, 2000 | Socorro              | LINEAR                               |
| 106711 -          | 2000 WE173             | 25 de novembre, 2000 | Anderson Mesa        | LONEOS                               |
| 106712 -          | 2000 WH173             | 25 de novembre, 2000 | Anderson Mesa        | LONEOS                               |
| 106713 -          | 2000 WY173             | 26 de novembre, 2000 | Socorro              | LINEAR                               |
| 106714 -          | 2000 WZ173             | 26 de novembre, 2000 | Anderson Mesa        | LONEOS                               |
| 106715 -          | 2000 WJ174             | 26 de novembre, 2000 | Socorro              | LINEAR                               |
| 106716 -          | 2000 WN174             | 26 de novembre, 2000 | Socorro              | LINEAR                               |
| 106717 -          | 2000 WQ174             | 26 de novembre, 2000 | Socorro              | LINEAR                               |
| 106718 -          | 2000 WS174             | 26 de novembre, 2000 | Socorro              | LINEAR                               |
| 106719 -          | 2000 WD175             | 26 de novembre, 2000 | Socorro              | LINEAR                               |
| 106720 -          | 2000 WR175             | 26 de novembre, 2000 | Socorro              | LINEAR                               |
| 106721 -          | 2000 WJ177             | 27 de novembre, 2000 | Socorro              | LINEAR                               |
| 106722 -          | 2000 WA179             | 25 de novembre, 2000 | Socorro              | LINEAR                               |
| 106723 -          | 2000 WE179             | 26 de novembre, 2000 | Socorro              | LINEAR                               |
| 106724 -          | 2000 WG179             | 26 de novembre, 2000 | Socorro              | LINEAR                               |
| 106725 -          | 2000 WF180             | 27 de novembre, 2000 | Socorro              | LINEAR                               |
| 106726 -          | 2000 WQ180             | 28 de novembre, 2000 | Kitt Peak            | Spacewatch                           |
| 106727 -          | 2000 WT181             | 25 de novembre, 2000 | Anderson Mesa        | LONEOS                               |
| 106728 -          | 2000 WR182             | 20 de novembre, 2000 | Anderson Mesa        | LONEOS                               |
| 106729 -          | 2000 WS182             | 20 de novembre, 2000 | Anderson Mesa        | LONEOS                               |
| 106730 -          | 2000 WA183             | 17 de novembre, 2000 | Socorro              | LINEAR                               |
| 106731 -          | 2000 WW183             | 30 de novembre, 2000 | Anderson Mesa        | LONEOS                               |
| 106732 -          | 2000 WE184             | 30 de novembre, 2000 | Anderson Mesa        | LONEOS                               |
| 106733 -          | 2000 WQ184             | 30 de novembre, 2000 | Kitt Peak            | Spacewatch                           |
| 106734 -          | 2000 WT184             | 30 de novembre, 2000 | Kitt Peak            | Spacewatch                           |
| 106735 -          | 2000 WM185             | 29 de novembre, 2000 | Socorro              | LINEAR                               |
| 106736 -          | 2000 WN185             | 29 de novembre, 2000 | Socorro              | LINEAR                               |
| 106737 -          | 2000 WK186             | 27 de novembre, 2000 | Socorro              | LINEAR                               |
| 106738 -          | 2000 WG187             | 19 de novembre, 2000 | Anderson Mesa        | LONEOS                               |
| 106739 -          | 2000 WS187             | 16 de novembre, 2000 | Anderson Mesa        | LONEOS                               |
| 106740 -          | 2000 WL188             | 18 de novembre, 2000 | Anderson Mesa        | LONEOS                               |
| 106741 -          | 2000 WD189             | 18 de novembre, 2000 | Anderson Mesa        | LONEOS                               |
| 106742 -          | 2000 WQ189             | 18 de novembre, 2000 | Anderson Mesa        | LONEOS                               |
| 106743 -          | 2000 WU189             | 18 de novembre, 2000 | Anderson Mesa        | LONEOS                               |
| 106744 -          | 2000 WP190             | 18 de novembre, 2000 | Anderson Mesa        | LONEOS                               |
| 106745 -          | 2000 WU191             | 19 de novembre, 2000 | Anderson Mesa        | LONEOS                               |
| 106746 -          | 2000 WE192             | 19 de novembre, 2000 | Anderson Mesa        | LONEOS                               |
| 106747 -          | 2000 XD2               | 1 de desembre, 2000  | Socorro              | LINEAR                               |
| 106748 -          | 2000 XG2               | 3 de desembre, 2000  | Olathe               | L. Robinson                          |
| 106749 -          | 2000 XS2               | 1 de desembre, 2000  | Socorro              | LINEAR                               |
| 106750 -          | 2000 XR3               | 1 de desembre, 2000  | Socorro              | LINEAR                               |
| 106751 -          | 2000 XL4               | 1 de desembre, 2000  | Socorro              | LINEAR                               |
| 106752 -          | 2000 XS4               | 1 de desembre, 2000  | Socorro              | LINEAR                               |
| 106753 -          | 2000 XU4               | 1 de desembre, 2000  | Socorro              | LINEAR                               |
| 106754 -          | 2000 XZ4               | 1 de desembre, 2000  | Socorro              | LINEAR                               |
| 106755 -          | 2000 XF5               | 1 de desembre, 2000  | Socorro              | LINEAR                               |
| 106756 -          | 2000 XS5               | 1 de desembre, 2000  | Socorro              | LINEAR                               |
| 106757 -          | 2000 XW5               | 1 de desembre, 2000  | Socorro              | LINEAR                               |
| 106758 -          | 2000 XK6               | 1 de desembre, 2000  | Socorro              | LINEAR                               |
| 106759 -          | 2000 XT6               | 1 de desembre, 2000  | Socorro              | LINEAR                               |
| 106760 -          | 2000 XD7               | 1 de desembre, 2000  | Socorro              | LINEAR                               |
| 106761 -          | 2000 XW8               | 1 de desembre, 2000  | Socorro              | LINEAR                               |
| 106762 -          | 2000 XU9               | 1 de desembre, 2000  | Socorro              | LINEAR                               |
| 106763 -          | 2000 XK10              | 1 de desembre, 2000  | Socorro              | LINEAR                               |
| 106764 -          | 2000 XG11              | 1 de desembre, 2000  | Socorro              | LINEAR                               |
| 106765 -          | 2000 XW11              | 4 de desembre, 2000  | Socorro              | LINEAR                               |
| 106766 -          | 2000 XB12              | 4 de desembre, 2000  | Socorro              | LINEAR                               |
| 106767 -          | 2000 XW13              | 4 de desembre, 2000  | Socorro              | LINEAR                               |
| 106768 -          | 2000 XG14              | 1 de desembre, 2000  | Haleakala            | NEAT                                 |
| 106769 -          | 2000 XA15              | 5 de desembre, 2000  | Socorro              | LINEAR                               |
| 106770 -          | 2000 XD15              | 5 de desembre, 2000  | Socorro              | LINEAR                               |
| 106771 -          | 2000 XE15              | 5 de desembre, 2000  | Socorro              | LINEAR                               |
| 106772 -          | 2000 XT15              | 1 de desembre, 2000  | Socorro              | LINEAR                               |
| 106773 -          | 2000 XG16              | 1 de desembre, 2000  | Socorro              | LINEAR                               |
| 106774 -          | 2000 XM16              | 1 de desembre, 2000  | Socorro              | LINEAR                               |
| 106775 -          | 2000 XR16              | 1 de desembre, 2000  | Socorro              | LINEAR                               |
| 106776 -          | 2000 XP18              | 4 de desembre, 2000  | Socorro              | LINEAR                               |
| 106777 -          | 2000 XQ18              | 4 de desembre, 2000  | Socorro              | LINEAR                               |
| 106778 -          | 2000 XL19              | 4 de desembre, 2000  | Socorro              | LINEAR                               |
| 106779 -          | 2000 XP19              | 4 de desembre, 2000  | Socorro              | LINEAR                               |
| 106780 -          | 2000 XW19              | 4 de desembre, 2000  | Socorro              | LINEAR                               |
| 106781 -          | 2000 XU20              | 4 de desembre, 2000  | Socorro              | LINEAR                               |
| 106782 -          | 2000 XB21              | 4 de desembre, 2000  | Socorro              | LINEAR                               |
| 106783 -          | 2000 XJ21              | 4 de desembre, 2000  | Socorro              | LINEAR                               |
| 106784 -          | 2000 XQ21              | 4 de desembre, 2000  | Socorro              | LINEAR                               |
| 106785 -          | 2000 XU21              | 4 de desembre, 2000  | Socorro              | LINEAR                               |
| 106786 -          | 2000 XZ21              | 4 de desembre, 2000  | Socorro              | LINEAR                               |
| 106787 -          | 2000 XO22              | 4 de desembre, 2000  | Socorro              | LINEAR                               |
| 106788 -          | 2000 XQ22              | 4 de desembre, 2000  | Socorro              | LINEAR                               |
| 106789 -          | 2000 XZ22              | 4 de desembre, 2000  | Socorro              | LINEAR                               |
| 106790 -          | 2000 XW23              | 4 de desembre, 2000  | Socorro              | LINEAR                               |
| 106791 -          | 2000 XF24              | 4 de desembre, 2000  | Socorro              | LINEAR                               |
| 106792 -          | 2000 XR24              | 4 de desembre, 2000  | Socorro              | LINEAR                               |
| 106793 -          | 2000 XB26              | 4 de desembre, 2000  | Socorro              | LINEAR                               |
| 106794 -          | 2000 XK26              | 4 de desembre, 2000  | Socorro              | LINEAR                               |
| 106795 -          | 2000 XP26              | 4 de desembre, 2000  | Socorro              | LINEAR                               |
| 106796 -          | 2000 XQ26              | 4 de desembre, 2000  | Socorro              | LINEAR                               |
| 106797 -          | 2000 XX27              | 4 de desembre, 2000  | Socorro              | LINEAR                               |
| 106798 -          | 2000 XN28              | 4 de desembre, 2000  | Socorro              | LINEAR                               |
| 106799 -          | 2000 XD31              | 4 de desembre, 2000  | Socorro              | LINEAR                               |
| 106800 -          | 2000 XN31              | 4 de desembre, 2000  | Socorro              | LINEAR                               |
| 106801–106900     |                        |                      |                      |                                      |
| 106801 -          | 2000 XT31              | 4 de desembre, 2000  | Socorro              | LINEAR                               |
| 106802 -          | 2000 XX32              | 4 de desembre, 2000  | Socorro              | LINEAR                               |
| 106803 -          | 2000 XX33              | 4 de desembre, 2000  | Socorro              | LINEAR                               |
| 106804 -          | 2000 XY33              | 4 de desembre, 2000  | Socorro              | LINEAR                               |
| 106805 -          | 2000 XM35              | 4 de desembre, 2000  | Socorro              | LINEAR                               |
| 106806 -          | 2000 XO35              | 4 de desembre, 2000  | Socorro              | LINEAR                               |
| 106807 -          | 2000 XE37              | 5 de desembre, 2000  | Socorro              | LINEAR                               |
| 106808 -          | 2000 XX38              | 5 de desembre, 2000  | Socorro              | LINEAR                               |
| 106809 -          | 2000 XP39              | 4 de desembre, 2000  | Socorro              | LINEAR                               |
| 106810 -          | 2000 XY39              | 5 de desembre, 2000  | Socorro              | LINEAR                               |
| 106811 -          | 2000 XE40              | 5 de desembre, 2000  | Socorro              | LINEAR                               |
| 106812 -          | 2000 XV40              | 5 de desembre, 2000  | Socorro              | LINEAR                               |
| 106813 -          | 2000 XW41              | 5 de desembre, 2000  | Socorro              | LINEAR                               |
| 106814 -          | 2000 XN42              | 5 de desembre, 2000  | Socorro              | LINEAR                               |
| 106815 -          | 2000 XR42              | 5 de desembre, 2000  | Socorro              | LINEAR                               |
| 106816 -          | 2000 XE43              | 5 de desembre, 2000  | Socorro              | LINEAR                               |
| 106817 Yubangtaek | 2000 XC44              | 6 de desembre, 2000  | Bohyunsan            | Y.-B. Jeon, B.-C. Lee                |
| 106818 -          | 2000 XV44              | 8 de desembre, 2000  | Socorro              | LINEAR                               |
| 106819 -          | 2000 XC45              | 5 de desembre, 2000  | Socorro              | LINEAR                               |
| 106820 -          | 2000 XJ45              | 7 de desembre, 2000  | Socorro              | LINEAR                               |
| 106821 -          | 2000 XX45              | 15 de desembre, 2000 | Socorro              | LINEAR                               |
| 106822 -          | 2000 XN47              | 4 de desembre, 2000  | Socorro              | LINEAR                               |
| 106823 -          | 2000 XB49              | 4 de desembre, 2000  | Socorro              | LINEAR                               |
| 106824 -          | 2000 XJ51              | 6 de desembre, 2000  | Socorro              | LINEAR                               |
| 106825 -          | 2000 XY53              | 15 de desembre, 2000 | Uccle                | T. Pauwels                           |
| 106826 -          | 2000 YF                | 16 de desembre, 2000 | Socorro              | LINEAR                               |
| 106827 -          | 2000 YU                | 16 de desembre, 2000 | Socorro              | LINEAR                               |
| 106828 -          | 2000 YG1               | 18 de desembre, 2000 | Kitt Peak            | Spacewatch                           |
| 106829 -          | 2000 YL1               | 17 de desembre, 2000 | Socorro              | LINEAR                               |
| 106830 -          | 2000 YC4               | 19 de desembre, 2000 | Višnjan Observatory  | K. Korlević                          |
| 106831 -          | 2000 YQ4               | 20 de desembre, 2000 | Kitt Peak            | Spacewatch                           |
| 106832 -          | 2000 YU6               | 20 de desembre, 2000 | Socorro              | LINEAR                               |
| 106833 -          | 2000 YF7               | 20 de desembre, 2000 | Socorro              | LINEAR                               |
| 106834 -          | 2000 YN7               | 20 de desembre, 2000 | Socorro              | LINEAR                               |
| 106835 -          | 2000 YE8               | 22 de desembre, 2000 | Višnjan Observatory  | K. Korlević                          |
| 106836 -          | 2000 YG8               | 20 de desembre, 2000 | Oaxaca               | J. M. Roe                            |
| 106837 -          | 2000 YW8               | 20 de desembre, 2000 | Kitt Peak            | Spacewatch                           |
| 106838 -          | 2000 YT9               | 23 de desembre, 2000 | Višnjan Observatory  | K. Korlević                          |
| 106839 -          | 2000 YJ10              | 21 de desembre, 2000 | Socorro              | LINEAR                               |
| 106840 -          | 2000 YA11              | 22 de desembre, 2000 | Socorro              | LINEAR                               |
| 106841 -          | 2000 YB11              | 22 de desembre, 2000 | Socorro              | LINEAR                               |
| 106842 -          | 2000 YT12              | 23 de desembre, 2000 | Desert Beaver        | W. K. Y. Yeung                       |
| 106843 -          | 2000 YV12              | 25 de desembre, 2000 | Oizumi               | T. Kobayashi                         |
| 106844 -          | 2000 YQ14              | 25 de desembre, 2000 | Oaxaca               | J. M. Roe                            |
| 106845 -          | 2000 YR14              | 24 de desembre, 2000 | Farpoint             | G. Hug                               |
| 106846 -          | 2000 YY15              | 22 de desembre, 2000 | Anderson Mesa        | LONEOS                               |
| 106847 -          | 2000 YO16              | 28 de desembre, 2000 | Ametlla de Mar       | J. Nomen                             |
| 106848 -          | 2000 YP16              | 28 de desembre, 2000 | Socorro              | LINEAR                               |
| 106849 -          | 2000 YC17              | 22 de desembre, 2000 | Socorro              | LINEAR                               |
| 106850 -          | 2000 YN18              | 21 de desembre, 2000 | Socorro              | LINEAR                               |
| 106851 -          | 2000 YS19              | 28 de desembre, 2000 | Fair Oaks Ranch      | J. V. McClusky                       |
| 106852 -          | 2000 YV19              | 22 de desembre, 2000 | Haleakala            | NEAT                                 |
| 106853 -          | 2000 YZ19              | 27 de desembre, 2000 | Desert Beaver        | W. K. Y. Yeung                       |
| 106854 -          | 2000 YB21              | 28 de desembre, 2000 | Kitt Peak            | Spacewatch                           |
| 106855 -          | 2000 YN21              | 26 de desembre, 2000 | Haleakala            | NEAT                                 |
| 106856 -          | 2000 YF22              | 26 de desembre, 2000 | Kitt Peak            | Spacewatch                           |
| 106857 -          | 2000 YU22              | 28 de desembre, 2000 | Kitt Peak            | Spacewatch                           |
| 106858 -          | 2000 YT23              | 28 de desembre, 2000 | Kitt Peak            | Spacewatch                           |
| 106859 -          | 2000 YC26              | 23 de desembre, 2000 | Socorro              | LINEAR                               |
| 106860 -          | 2000 YO26              | 28 de desembre, 2000 | Socorro              | LINEAR                               |
| 106861 -          | 2000 YV26              | 28 de desembre, 2000 | Socorro              | LINEAR                               |
| 106862 -          | 2000 YZ26              | 25 de desembre, 2000 | Haleakala            | NEAT                                 |
| 106863 -          | 2000 YA27              | 25 de desembre, 2000 | Haleakala            | NEAT                                 |
| 106864 -          | 2000 YL27              | 30 de desembre, 2000 | Kitt Peak            | Spacewatch                           |
| 106865 -          | 2000 YU27              | 30 de desembre, 2000 | Kitt Peak            | Spacewatch                           |
| 106866 -          | 2000 YQ28              | 28 de desembre, 2000 | Socorro              | LINEAR                               |
| 106867 -          | 2000 YR28              | 28 de desembre, 2000 | Socorro              | LINEAR                               |
| 106868 -          | 2000 YK31              | 31 de desembre, 2000 | Kitt Peak            | Spacewatch                           |
| 106869 Irinyi     | 2000 YY31              | 31 de desembre, 2000 | Piszkéstető          | Piszkéstető, K. Sárneczky, L. Kiss   |
| 106870 -          | 2000 YN32              | 30 de desembre, 2000 | Socorro              | LINEAR                               |
| 106871 -          | 2000 YP32              | 30 de desembre, 2000 | Socorro              | LINEAR                               |
| 106872 -          | 2000 YV32              | 30 de desembre, 2000 | Socorro              | LINEAR                               |
| 106873 -          | 2000 YA33              | 30 de desembre, 2000 | Socorro              | LINEAR                               |
| 106874 -          | 2000 YD33              | 23 de desembre, 2000 | Črni Vrh             | Črni Vrh                             |
| 106875 -          | 2000 YW33              | 28 de desembre, 2000 | Socorro              | LINEAR                               |
| 106876 -          | 2000 YN34              | 28 de desembre, 2000 | Socorro              | LINEAR                               |
| 106877 -          | 2000 YU34              | 28 de desembre, 2000 | Socorro              | LINEAR                               |
| 106878 -          | 2000 YZ35              | 30 de desembre, 2000 | Socorro              | LINEAR                               |
| 106879 -          | 2000 YA36              | 30 de desembre, 2000 | Socorro              | LINEAR                               |
| 106880 -          | 2000 YM36              | 30 de desembre, 2000 | Socorro              | LINEAR                               |
| 106881 -          | 2000 YX36              | 30 de desembre, 2000 | Socorro              | LINEAR                               |
| 106882 -          | 2000 YY36              | 30 de desembre, 2000 | Socorro              | LINEAR                               |
| 106883 -          | 2000 YJ37              | 30 de desembre, 2000 | Socorro              | LINEAR                               |
| 106884 -          | 2000 YN37              | 30 de desembre, 2000 | Socorro              | LINEAR                               |
| 106885 -          | 2000 YY37              | 30 de desembre, 2000 | Socorro              | LINEAR                               |
| 106886 -          | 2000 YC38              | 30 de desembre, 2000 | Socorro              | LINEAR                               |
| 106887 -          | 2000 YC39              | 30 de desembre, 2000 | Socorro              | LINEAR                               |
| 106888 -          | 2000 YM39              | 30 de desembre, 2000 | Socorro              | LINEAR                               |
| 106889 -          | 2000 YW39              | 30 de desembre, 2000 | Socorro              | LINEAR                               |
| 106890 -          | 2000 YA40              | 30 de desembre, 2000 | Socorro              | LINEAR                               |
| 106891 -          | 2000 YV40              | 30 de desembre, 2000 | Socorro              | LINEAR                               |
| 106892 -          | 2000 YK41              | 30 de desembre, 2000 | Socorro              | LINEAR                               |
| 106893 -          | 2000 YS41              | 30 de desembre, 2000 | Socorro              | LINEAR                               |
| 106894 -          | 2000 YT41              | 30 de desembre, 2000 | Socorro              | LINEAR                               |
| 106895 -          | 2000 YX41              | 30 de desembre, 2000 | Socorro              | LINEAR                               |
| 106896 -          | 2000 YL43              | 30 de desembre, 2000 | Socorro              | LINEAR                               |
| 106897 -          | 2000 YO43              | 30 de desembre, 2000 | Socorro              | LINEAR                               |
| 106898 -          | 2000 YU43              | 30 de desembre, 2000 | Socorro              | LINEAR                               |
| 106899 -          | 2000 YF44              | 30 de desembre, 2000 | Socorro              | LINEAR                               |
| 106900 -          | 2000 YA45              | 30 de desembre, 2000 | Socorro              | LINEAR                               |
| 106901–107000     |                        |                      |                      |                                      |
| 106901 -          | 2000 YB45              | 30 de desembre, 2000 | Socorro              | LINEAR                               |
| 106902 -          | 2000 YJ45              | 30 de desembre, 2000 | Socorro              | LINEAR                               |
| 106903 -          | 2000 YN45              | 30 de desembre, 2000 | Socorro              | LINEAR                               |
| 106904 -          | 2000 YH46              | 30 de desembre, 2000 | Socorro              | LINEAR                               |
| 106905 -          | 2000 YP46              | 30 de desembre, 2000 | Socorro              | LINEAR                               |
| 106906 -          | 2000 YJ47              | 30 de desembre, 2000 | Socorro              | LINEAR                               |
| 106907 -          | 2000 YZ47              | 30 de desembre, 2000 | Socorro              | LINEAR                               |
| 106908 -          | 2000 YX48              | 30 de desembre, 2000 | Socorro              | LINEAR                               |
| 106909 -          | 2000 YA49              | 30 de desembre, 2000 | Socorro              | LINEAR                               |
| 106910 -          | 2000 YF49              | 30 de desembre, 2000 | Socorro              | LINEAR                               |
| 106911 -          | 2000 YH49              | 30 de desembre, 2000 | Socorro              | LINEAR                               |
| 106912 -          | 2000 YN49              | 30 de desembre, 2000 | Socorro              | LINEAR                               |
| 106913 -          | 2000 YF50              | 30 de desembre, 2000 | Socorro              | LINEAR                               |
| 106914 -          | 2000 YO51              | 30 de desembre, 2000 | Socorro              | LINEAR                               |
| 106915 -          | 2000 YX51              | 30 de desembre, 2000 | Socorro              | LINEAR                               |
| 106916 -          | 2000 YS52              | 30 de desembre, 2000 | Socorro              | LINEAR                               |
| 106917 -          | 2000 YT52              | 30 de desembre, 2000 | Socorro              | LINEAR                               |
| 106918 -          | 2000 YZ52              | 30 de desembre, 2000 | Socorro              | LINEAR                               |
| 106919 -          | 2000 YC53              | 30 de desembre, 2000 | Socorro              | LINEAR                               |
| 106920 -          | 2000 YG54              | 30 de desembre, 2000 | Socorro              | LINEAR                               |
| 106921 -          | 2000 YN54              | 30 de desembre, 2000 | Socorro              | LINEAR                               |
| 106922 -          | 2000 YM55              | 30 de desembre, 2000 | Socorro              | LINEAR                               |
| 106923 -          | 2000 YM57              | 30 de desembre, 2000 | Socorro              | LINEAR                               |
| 106924 -          | 2000 YT57              | 30 de desembre, 2000 | Socorro              | LINEAR                               |
| 106925 -          | 2000 YS58              | 30 de desembre, 2000 | Socorro              | LINEAR                               |
| 106926 -          | 2000 YG61              | 30 de desembre, 2000 | Socorro              | LINEAR                               |
| 106927 -          | 2000 YV61              | 30 de desembre, 2000 | Socorro              | LINEAR                               |
| 106928 -          | 2000 YQ62              | 30 de desembre, 2000 | Socorro              | LINEAR                               |
| 106929 -          | 2000 YV62              | 30 de desembre, 2000 | Socorro              | LINEAR                               |
| 106930 -          | 2000 YY63              | 30 de desembre, 2000 | Socorro              | LINEAR                               |
| 106931 -          | 2000 YC64              | 30 de desembre, 2000 | Socorro              | LINEAR                               |
| 106932 -          | 2000 YN64              | 30 de desembre, 2000 | Socorro              | LINEAR                               |
| 106933 -          | 2000 YY64              | 29 de desembre, 2000 | Kitt Peak            | Spacewatch                           |
| 106934 -          | 2000 YJ65              | 16 de desembre, 2000 | Kitt Peak            | Spacewatch                           |
| 106935 -          | 2000 YB66              | 30 de desembre, 2000 | Socorro              | LINEAR                               |
| 106936 -          | 2000 YF66              | 30 de desembre, 2000 | Kitt Peak            | Spacewatch                           |
| 106937 -          | 2000 YV66              | 30 de desembre, 2000 | Kitt Peak            | Spacewatch                           |
| 106938 -          | 2000 YR69              | 30 de desembre, 2000 | Socorro              | LINEAR                               |
| 106939 -          | 2000 YX69              | 30 de desembre, 2000 | Socorro              | LINEAR                               |
| 106940 -          | 2000 YF70              | 30 de desembre, 2000 | Socorro              | LINEAR                               |
| 106941 -          | 2000 YR70              | 30 de desembre, 2000 | Socorro              | LINEAR                               |
| 106942 -          | 2000 YY70              | 30 de desembre, 2000 | Socorro              | LINEAR                               |
| 106943 -          | 2000 YX72              | 30 de desembre, 2000 | Socorro              | LINEAR                               |
| 106944 -          | 2000 YA73              | 30 de desembre, 2000 | Socorro              | LINEAR                               |
| 106945 -          | 2000 YN75              | 30 de desembre, 2000 | Socorro              | LINEAR                               |
| 106946 -          | 2000 YD76              | 30 de desembre, 2000 | Socorro              | LINEAR                               |
| 106947 -          | 2000 YL76              | 30 de desembre, 2000 | Socorro              | LINEAR                               |
| 106948 -          | 2000 YM76              | 30 de desembre, 2000 | Socorro              | LINEAR                               |
| 106949 -          | 2000 YO76              | 30 de desembre, 2000 | Socorro              | LINEAR                               |
| 106950 -          | 2000 YW76              | 30 de desembre, 2000 | Socorro              | LINEAR                               |
| 106951 -          | 2000 YQ77              | 30 de desembre, 2000 | Socorro              | LINEAR                               |
| 106952 -          | 2000 YW77              | 30 de desembre, 2000 | Socorro              | LINEAR                               |
| 106953 -          | 2000 YL78              | 30 de desembre, 2000 | Socorro              | LINEAR                               |
| 106954 -          | 2000 YS78              | 30 de desembre, 2000 | Socorro              | LINEAR                               |
| 106955 -          | 2000 YY78              | 30 de desembre, 2000 | Socorro              | LINEAR                               |
| 106956 -          | 2000 YZ78              | 30 de desembre, 2000 | Socorro              | LINEAR                               |
| 106957 -          | 2000 YJ79              | 30 de desembre, 2000 | Socorro              | LINEAR                               |
| 106958 -          | 2000 YN79              | 30 de desembre, 2000 | Socorro              | LINEAR                               |
| 106959 -          | 2000 YR79              | 30 de desembre, 2000 | Socorro              | LINEAR                               |
| 106960 -          | 2000 YU79              | 30 de desembre, 2000 | Socorro              | LINEAR                               |
| 106961 -          | 2000 YZ79              | 30 de desembre, 2000 | Socorro              | LINEAR                               |
| 106962 -          | 2000 YO80              | 30 de desembre, 2000 | Socorro              | LINEAR                               |
| 106963 -          | 2000 YC81              | 30 de desembre, 2000 | Socorro              | LINEAR                               |
| 106964 -          | 2000 YJ82              | 30 de desembre, 2000 | Socorro              | LINEAR                               |
| 106965 -          | 2000 YR84              | 30 de desembre, 2000 | Socorro              | LINEAR                               |
| 106966 -          | 2000 YF85              | 30 de desembre, 2000 | Socorro              | LINEAR                               |
| 106967 -          | 2000 YK85              | 30 de desembre, 2000 | Socorro              | LINEAR                               |
| 106968 -          | 2000 YT86              | 30 de desembre, 2000 | Socorro              | LINEAR                               |
| 106969 -          | 2000 YB87              | 30 de desembre, 2000 | Socorro              | LINEAR                               |
| 106970 -          | 2000 YU89              | 30 de desembre, 2000 | Socorro              | LINEAR                               |
| 106971 -          | 2000 YB90              | 30 de desembre, 2000 | Socorro              | LINEAR                               |
| 106972 -          | 2000 YN90              | 30 de desembre, 2000 | Socorro              | LINEAR                               |
| 106973 -          | 2000 YR90              | 30 de desembre, 2000 | Socorro              | LINEAR                               |
| 106974 -          | 2000 YW90              | 30 de desembre, 2000 | Socorro              | LINEAR                               |
| 106975 -          | 2000 YW91              | 30 de desembre, 2000 | Socorro              | LINEAR                               |
| 106976 -          | 2000 YP92              | 30 de desembre, 2000 | Socorro              | LINEAR                               |
| 106977 -          | 2000 YG93              | 30 de desembre, 2000 | Socorro              | LINEAR                               |
| 106978 -          | 2000 YO94              | 30 de desembre, 2000 | Socorro              | LINEAR                               |
| 106979 -          | 2000 YV94              | 30 de desembre, 2000 | Socorro              | LINEAR                               |
| 106980 -          | 2000 YM96              | 30 de desembre, 2000 | Socorro              | LINEAR                               |
| 106981 -          | 2000 YU96              | 30 de desembre, 2000 | Socorro              | LINEAR                               |
| 106982 -          | 2000 YJ97              | 30 de desembre, 2000 | Socorro              | LINEAR                               |
| 106983 -          | 2000 YC98              | 30 de desembre, 2000 | Socorro              | LINEAR                               |
| 106984 -          | 2000 YJ98              | 30 de desembre, 2000 | Socorro              | LINEAR                               |
| 106985 -          | 2000 YD99              | 30 de desembre, 2000 | Socorro              | LINEAR                               |
| 106986 -          | 2000 YC100             | 30 de desembre, 2000 | Socorro              | LINEAR                               |
| 106987 -          | 2000 YG100             | 26 de desembre, 2000 | Haleakala            | NEAT                                 |
| 106988 -          | 2000 YE101             | 29 de desembre, 2000 | Anderson Mesa        | LONEOS                               |
| 106989 -          | 2000 YN102             | 28 de desembre, 2000 | Socorro              | LINEAR                               |
| 106990 -          | 2000 YX102             | 28 de desembre, 2000 | Socorro              | LINEAR                               |
| 106991 -          | 2000 YL103             | 28 de desembre, 2000 | Socorro              | LINEAR                               |
| 106992 -          | 2000 YT103             | 28 de desembre, 2000 | Socorro              | LINEAR                               |
| 106993 -          | 2000 YC106             | 28 de desembre, 2000 | Socorro              | LINEAR                               |
| 106994 -          | 2000 YJ106             | 30 de desembre, 2000 | Socorro              | LINEAR                               |
| 106995 -          | 2000 YO107             | 30 de desembre, 2000 | Socorro              | LINEAR                               |
| 106996 -          | 2000 YP107             | 30 de desembre, 2000 | Socorro              | LINEAR                               |
| 106997 -          | 2000 YR108             | 30 de desembre, 2000 | Socorro              | LINEAR                               |
| 106998 -          | 2000 YA109             | 30 de desembre, 2000 | Socorro              | LINEAR                               |
| 106999 -          | 2000 YG109             | 30 de desembre, 2000 | Socorro              | LINEAR                               |
| 107000 -          | 2000 YU109             | 30 de desembre, 2000 | Socorro              | LINEAR                               |